# Élections municipales françaises de 2008
Les élections municipales françaises de 2008 élisent les conseils municipaux des communes françaises. Initialement programmées en 2007, les élections municipales françaises sont reportées en 2008 pour ne pas surcharger un calendrier électoral qui prévoyait jusqu'alors huit échéances en une année. Le premier tour a lieu le 9 et le second le 16 mars 2008.

## Organisation des élections
Pour les éléments relatifs au régime électoral, au droit de vote des citoyens, aux modalités de candidatures, etc., il convient de se référer à l'article principal : Élection municipale française et Procédures électorales françaises. Certaines évolutions concernent spécifiquement les élections de 2008, et sont développées dans les paragraphes suivants.

### Durée du mandat
Le mandat des conseillers municipaux reste fixé à six ans, selon l'article L. 227 du code électoral, même si deux lois du 15 décembre 2005 ont procédé au report en 2008 des élections cantonales, municipales et sénatoriales, compte tenu du calendrier électoral originellement chargé de l'année 2007 (cinq élections auraient dû s'y tenir en six mois, dont des élections cantonales et municipales en mars pendant la campagne de l'élection présidentielle et des élections sénatoriales en septembre).
Même si ces élections ont une importance locale, le fait que toutes les communes votent en même temps est un indicateur de la popularité des partis, surtout dans les villes où les élections se jouent d'habitude à peu de chose.
Les élus, en tant que grands électeurs sénatoriaux, voteront en septembre 2008 pour élire les sénateurs de la série A pour des mandats de 6 ans.

### Parité
Afin de mettre en œuvre la révision constitutionnelle du 8 juillet 1999, qui a complété l'article 3 de la Constitution de 1958 par le paragraphe « La loi favorise l'égal accès des femmes et des hommes aux mandats électoraux et fonctions électives », la loi du 6 juin 2000 a modifié l'article L 264 du Code électoral applicable aux communes de 3 500 habitants et plus, en disposant que « l'écart entre le nombre des candidats de chaque sexe ne peut être supérieur à un. Au sein de chaque groupe entier de six candidats dans l'ordre de présentation de la liste doit figurer un nombre égal de candidats de chaque sexe ». 
Cette règle a contribué à améliorer la participation des femmes aux conseils municipaux lors du scrutin municipal de 2001, mais a eu peu d'effet sur la féminisation des maires et de leurs adjoints. C'est pourquoi la loi du 31 janvier 2007 a modifié à nouveau l'article L 264 du code électoral, qui dispose désormais que « la liste (des candidats des communes de 3 500 habitants et plus) est composée alternativement d'un candidat de chaque sexe ». Cette disposition s'est appliquée pour la première fois aux élections municipales de 2008.
En outre, la loi du 31 janvier 2007 a également modifié l'article L. 2122-7-2 du code général des collectivités territoriales, qui dispose que « dans les communes de 3 500 habitants et plus, les (maires-)adjoints sont élus (par le conseil municipal) au scrutin de liste à la majorité absolue, sans panachage ni vote préférentiel. Sur chacune des listes, l'écart entre le nombre des candidats de chaque sexe ne peut être supérieur à un ». Cela introduit donc la parité dans les fonctions d'adjoints au maire lorsqu'il y a plusieurs postes d'adjoints créés par le conseil municipal, ce qui habituellement le cas pour des communes d'une telle importance.

### Catégorisation des listes
Le Ministère de l'Intérieur classe les listes selon des « grilles de nuances politiques ». Un répertoire national des élus a été institué par le décret no 2001-777 du 30 août 2001 dont l'article 5 mentionne que « Au moment du dépôt de candidature, chaque candidat, ou candidat tête de liste, est informé de la grille des nuances politiques retenue pour l'enregistrement des résultats de l'élection, et du fait qu'il peut avoir accès au classement qui lui est affecté et en demander la rectification, conformément à l'article 36 de la loi du 6 janvier 1978 susvisée. ». Concrètement, cela signifie qu'un candidat au scrutin majoritaire ou tête de liste au scrutin proportionnel se voit d'office attribuer une nuance politique (outre celle qu'il a déclarée, « étiquette politique choisie par le candidat »), la catégorie « sans étiquette » est donc supprimée de cette grille. Les « nuances » retenues pour les municipales de 2008 sont : extrême gauche, communiste, socialiste, radical de gauche, divers gauche, Les Verts, écologiste, régionaliste, autres, UDF-Mouvement démocrate, majorité dont le Nouveau Centre, Union pour un mouvement populaire, divers droite, Front national, extrême droite. Cela signifie notamment que la catégorie « sans étiquette » n'est plus acceptée en préfecture lors du dépôt des listes.

## Principaux partis

### Extrême gauche
Lutte ouvrière annonce des alliances locales avec les partis de la gauche institutionnelle, PCF ou PS, là où elle ne présente pas ses propres listes, soit près de 5000 candidats sur 186 listes (contre 128 en 2001). Dans 69 villes les militants de Lutte ouvrière participent à des listes d'union, principalement conduites par le PCF (37 listes) ou le PS (26 listes), sur des listes qui comportent parfois d'autres partis comme la LCR, les Verts, le MDC, le PT ou le PRG. LO présente par ailleurs des listes indépendantes dans 117 villes . Au second tour, LO se retire des listes de gauche ayant fusionné avec le MoDem (Marseille, Perpignan).
La Ligue communiste révolutionnaire présente – là où des accords sont trouvés – des listes d'union avec la gauche antilibérale, mais pose en préalable le refus de toute cogestion avec le PS. Toutefois, la possibilité de fusions « techniques » avec les listes PS au second tour est envisagée, lui permettant ainsi d'avoir des élus tout en gardant une indépendance stricte dans ses prises de positions vis-à-vis des autres partis, et notamment du PS. La LCR espérait doubler le nombre de ses listes par rapport à 2001 et avait annoncé sa présence dans 36 des 37 villes de plus de 100 000 habitants.
Lors du premier tour, la LCR dépasse le seuil des 5 % des suffrages exprimés dans de nombreuses communes. Trois de ses listes ayant obtenu entre 5 et 10 % fusionnent avec la gauche au second tour : Au Haillan (Gironde) avec le PS, à Morlaix avec le PCF et à Montpellier avec les Verts. Dans les 11 villes où il dépasse les 10 % (Clermont-Ferrand, Foix, Ventabren, La Couronne, Louviers, Saint-Nazaire, Cavaillon, Prades-le-Lez, Quimperlé, Palaiseau, Noisy-le-Grand), le parti trotskyste décide de se maintenir au second tour.
Le PCF doit affronter des primaires avec le PS dans plusieurs des 35 villes de plus de 20 000 habitants qu'il dirige alors (Aubervilliers, La Courneuve, Bagnolet, Pierrefitte-sur-Seine, Vitry-sur-Seine, Denain, Vaulx-en-Velin, ) ou a dirigées antérieurement (Le Havre), mais plusieurs autres sont évitées comme à Montreuil où le bureau national du PS soutient le PCF malgré les demandes de Dominique Voynet, et malgré le vote négatif des militants de la section PS locale,. Il en résulte une fronde de certains militants du PS qui décident dès novembre 2007 de rejoindre le groupe de travail « Montreuil Renouveau » animé par Dominique Voynet ; d'autres se sont décidés en janvier 2008.

### Gauche
Le Parti socialiste conclut une alliance nationale avec le PCF, le PRG et les Verts.
Les Verts présentent néanmoins des listes autonomes dans de nombreuses grandes villes comme à Paris avec Denis Baupin, Rennes ou Lille avec Eric Quiquet.
Allié habituel du PS, des personnalités locales du PRG font parfois défection comme à Nanterre où son leader local soutient la liste MoDem, ou au Mans, où a été constituée une liste MoDem-PRG (voir plus bas). À Nice, la liste « Nice arc-en-ciel » rassemble, pour les municipales et les cantonales, le MEI, le MoDem et le PRG.
Le MRC est partenaire de ces partis, mais est en conflit avec le PS dans des villes comme Paris et Belfort. À Paris, un accord de fusion au second tour est difficilement convenu, Georges Sarre (MRC) et Patrick Bloche (PS) menant une liste séparée au premier tour.

### Centre
Le MoDem annonce par la voix de François Bayrou, président du Mouvement, vouloir présenter des listes autonomes dans 80 % des villes ; malgré certaines défections individuelles en faveur de listes UMP comme celle de Jean-Marie Cavada à Paris (mais ce dernier n'était que sympathisant : il n'a jamais eu sa carte ni à l'UDF ni au MoDem), en faveur de listes Nouveau Centre et parfois en faveur de listes PS (Metz). L'UMP soutient Nicole Rivoire à Noisy-le-Sec et Hervé Chevreau à Épinay-sur-Seine (Seine-Saint-Denis), Alain Cazabonne à Talence (Gironde). L'UMP apporte également son soutien à Geneviève Darrieussecq à Mont-de-Marsan et à Vincent Delahaye à Massy (Essonne). Réciproquement, le MoDem soutient Alain Juppé à Bordeaux.
Des élus Verts qui ont rejoint les listes du MoDem sont suspendus à Strasbourg (Yann Wehrling) et Aix-en-Provence. 
La stratégie de second tour du MoDem était une des inconnues du scrutin, l'UDF ayant été un allié traditionnel de la droite, alors que certains rapprochements locaux avec la gauche n'étaient pas à exclure comme à Lyon et à Marseille où Jean-Luc Bennahmias (ex-Verts) est tête de liste, voire à Tours. Une alliance de premier tour a même été conclue entre la liste d'union de la gauche (PCF compris) avec le MoDem à Dijon par François Rebsamen.

### Droite
L'UMP conclut une alliance nationale avec le Nouveau Centre, La Gauche moderne, rejointe localement par le MoDem (en Seine-Saint-Denis par exemple). l'UMP investit quelques têtes de listes issus de la gauche, comme les ex-PS Jean-Marie Bockel, maire de Mulhouse, et Yves Urieta, maire de Pau, le radical de gauche Roger Didier, maire de Gap (où cette alliance suscite la confusion), Jean-Marie Kutner, maire adjoint (MDA) de Schiltigheim et débauche plusieurs seconds couteaux dans d'autres villes (Toul, Villeurbanne, etc.).
Le parti est aussi confronté à des dissidences de candidats contre les listes investies par l'UMP, comme celle de Marie-Anne Montchamp à Nogent-sur-Marne,, de Catherine Vautrin à Reims, de Jean-Pierre Roux à Avignon, etc. À Paris des listes « Paris Libre » sont parfois menées par des dissidents UMP comme le maire d'arrondissement René Galy-Dejean (ex-UMP). Le député Nouveau Centre Philippe Folliot avait juré ne faire alliance à aucun des deux tours avec le candidat UMP à Castres. Le membre du conseil national de l'UMP François Franceschi rejoint lui la liste de la gauche à Marseille.
Plusieurs ministres sont candidats, mais certains comme Brice Hortefeux (à Clermont-Ferrand) renoncent finalement à se présenter,. Bernard Kouchner (ex-PS) soutient quant à lui implicitement le candidat de gauche à Paris.
L'UMP soutient les listes conduites par des élus du MPF dans deux villes de plus de 30 000 habitants, Échirolles (35 700 habitants, Isère) et Vénissieux (57 600 habitants, Rhône). Par contre l'UMP présente des candidats contre Jacques Bompard, maire MPF (ex-FN) d'Orange (28 889 hab., Vaucluse), ainsi que contre son épouse Marie-Claude Bompard, candidate à Bollène (14 130 habitants, Vaucluse).
Le CNI et le RPF, organisations à la charnière entre la droite et l'extrême droite, devenues composantes (« personnes morales associées ») de l'UMP, obtiennent des investitures de ce parti notamment Christian Vanneste (Tourcoing, Nord) et Joël Wilmotte (maire d'Hautmont, Nord), condamné par la justice pour discrimination raciale et religieuse,. À Lyon, la liste UMP de Dominique Perben comprend tant des candidats du MPF que de la DLC, un autre de ces partis-charnières entre droite et extrême droite, une alliance sévèrement critiquée par l'ancien maire de droite Michel Noir,.

### Extrême droite
En difficulté financière et militante, le Front national a présenté moins de listes qu'en 2001 pour limiter les frais non remboursés des listes sous les 5 %. Néanmoins, Marine Le Pen avait annoncé un objectif de 400 listes en 2008 contre 150 en 2001 et le FN annonce sa présence dans les 20 arrondissements parisiens. Toutefois, elle reconnait que les finances du parti limitaient ses ambitions. Le Front national renonce ainsi à se présenter à Toulouse, où les sondages créditent la liste conduite par Philippe Riey de seulement 3 %. Marine Le Pen se présente sur la liste du parti à Hénin-Beaumont (Pas-de-Calais). Le FN n'a remporté aucune mairie, mais le score de Steeve Briois et Marine Le Pen a atteint toutefois les 30 % entre les deux tours à Hénin-Beaumont. Le FN obtient également 23,6 % des suffrages à Cluses (Haute-Savoie), 19 % à Oignies, 17 % à Noyon et près de 10 % à Marseille.
Ayant fait moins de 1 % lors des législatives de 2007, le MNR ne bénéficie plus de subvention publique. Au premier tour, il n'a présenté qu'une quarantaine de candidats aux cantonales et seulement sept listes aux municipales avec finalement un seul élu d'opposition, Nicolas Bay, au conseil municipal de Sartrouville (Yvelines). Bruno Mégret a dû renoncer à être candidat à Marseille. Pour des raisons financières, mais aussi de par sa condamnation à un an d'inéligibilité pour complicité de détournement de fonds publics à la mairie de Vitrolles. 
Parmi les anciens élus du Front national, Daniel Simonpieri, maire (ex-FN puis ex-MNR) de Marignane et conseiller général, était cette fois le candidat officiel de l'UMP, mais il est défait par une autre candidature issue de l'UMP. Jacques Bompard (ex-FN) est réélu dès le premier tour pour un troisième mandat consécutif à Orange, avec près de 61 % des voix. Son épouse, Marie-Claude Bompard remporte la mairie de Bollène.

## Diversité
Ces élections sont aussi vues sous l'angle de la présence accrue de candidats issus de l'immigration extra-européenne. Pour la première fois, un nombre significatif d'entre eux sont présentés en tête de liste tant par le PS que par l'UMP et le MoDem, même s'ils sont quasi-systématiquement présentés contre des maires sortants d'un autre parti. 
Au moins huit maires métropolitains d'origine non-européenne avaient été élus ou réélus en 2001 dans des communes de moins de 5 000 habitants (voir le détail dans l'article sur les élections de 2001). Six se représentaient en 2008 dans la même commune, un septième dans une commune d'une autre région.
À gauche, le PS a investi une vingtaine de candidats dont Seybah Dagoma dans 1er arrondissement de Paris, Razzy Hammadi à Orly, Rachid Mammeri à Évreux, Hussein Mokhtari (conseiller général depuis 2004) à Garges-les-Gonesse, Zohra Bitan à Thiais, Samia Ghali (vice-présidente du Conseil régional de Provence-Alpes-Côte d'Azur depuis 2004) dans le 8e secteur de Marseille (contre le maire sortant PCF), ainsi qu'Abdelhak Kachouri à Saint-Ouen, Philippe N'Guyen Tahnn à Vernon, Lahceme Touati à Vénissieux, Hélène Geoffroy (conseillère générale et adjointe au maire) à Vaulx-en-Velin etc,. Parmi les têtes de liste non-PS de listes d'union, on trouve notamment Eddie Aït (PRG) à Carrières-sous-Poissy . Dans les listes, on note Nawel Rafik-Elmrini 2e à Strasbourg, Faouzi Lamdaoui à Argenteuil, Akli Mellouli, en 2e à Bonneuil-sur-Marne, Zorah Aït-Maten à Lyon, Linda Tahraoui 2e à La Courneuve, Dalila Dendouga 3e à Lille, Papa Waly Danfakha aux Mureaux . À Étaples, Baghdad Ghezal a quant à lui été investi comme tête de liste par la section locale, mais la fédération du Pas-de-Calais a investi un autre candidat : deux listes socialistes s'opposeront donc au premier tour.
À droite, l'UMP a investi à Paris Rachida Dati (7e arrondissement), Pierre Lellouche (8e arrondissement) et Lynda Asmani (10e arrondissement), mais aussi Karim Boudjema un professeur de médecine sans étiquette à Rennes, Six-Emmanuel Njoh à Vitry-sur-Seine (Val-de-Marne). En Seine-Saint-Denis, Kamel Hamza à La Courneuve, Fayçal Menia à Aubervilliers, Leïla Bouzidi (apparentée Nouveau Centre) à Bobigny défendront les couleurs de la droite tandis que Noureddine Nachite et Rachid Kaci tenteront leurs chances respectivement à Creil (Oise) et à Nanterre (Hauts-de-Seine), pour des combats souvent donnés comme perdus d'avance. Dans le 8e arrondissement de Lyon, l'UMP a investi Nora Berra, médecin, membre du Mouvement des musulmans laïcs de France (dont l'initiateur et secrétaire général n'est autre que Rachid Kaci) et conseillère municipale de Neuville-sur-Saône,. En revanche, au Kremlin-Bicêtre (Val-de-Marne), Raphaet Dali, un médecin d'origine tunisienne installé depuis 20 ans sur la ville s'est vu préférer un candidat inconnu localement, Gilles Chopard, et se présentera donc de manière dissidente.
Le MoDem a pour sa part investi comme chefs de file (tête de liste ou premier candidat MoDem sur une liste non conduite par ce mouvement) Rezak Bezzaouya (ex-PS) à Aulnay-sous-Bois, Mohamed Dine (ouverture) à Clichy-sous-Bois, Karim Ahmed à Villetaneuse, Nadia Falfoul à Bobigny , Mohamed Laqhila (adjoint au maire ex-Verts, d'origine marocaine) et Saïd Ahamara (ex-porte-parole départemental Bouches-du-Rhône des Verts, d'origine comorienne) dans les 7e et 8e secteurs de Marseille ou encore Mme Yanick Leflot-Savain à Amiens.

### Résultats
- Les six maires sortants d'origine non-européenne (voir Élections municipales françaises de 2001) qui se représentaient ont été réélus dès le premier tour dans leurs conseils municipaux avec le soutien de 60 à 88 % des votants.
- Auguste Senghor, maire (d'origine sénégalaise) du May-sur-Èvre (Maine-et-Loire, 3 891 habitants) depuis 1989, briguait cette fois le poste de Maire de Saint-Briac (Ille-et-Vilaine, 2 054 habitants, dont le maire sortant, Brice Lalonde ne se représentait pas), seul candidat à avoir été élu au conseil municipal dès le premier tour (52 % des votants), a été élu maire[75]
- À Étaples (Pas-de-Calais), la liste de Bagdad Ghezal, soutenue par le PS local, a obtenu le plus mauvais résultat des quatre en lice avec 9,97 %, trop peu pour pouvoir se maintenir au second tour, les autres listes ont refusé toute fusion avec elle, Bagdad Ghezal n'a pas donné de consignes de vote pour le second tour[76], la gauche a perdu cette municipalité au second tour au profit d'une liste menée par un ex-PS et la déléguée départementale de l'UMP.
- À Franqueville-Saint-Pierre (Seine-Maritime), les deux listes (divers droite) présentes au second tour se sont départagées avec une seule voix de différence. La liste « Franqueville Saint Pierre Naturellement » menée par Jean-Yves Husson a recueilli 1449 voix, contre 1448 pour la liste « Franqueville Saint Pierre : ma ville, mon village » menée par Philippe Leroy.
- À Carrières-sous-Poissy (Yvelines), Eddie Aït (PRG, soutenu par le PS), bat dès le premier tour le maire sortant UMP avec 62,4 % des voix et deviendra donc probablement le premier maire d'origine maghrébine (et par ailleurs militant gay[77]) dans une ville de plus de 10 000 habitants.
- Dans le 8e secteur de Marseille (« quartiers Nord », 92 100 habitants), la liste d'Union de la gauche dirigée par Samia Ghali l'a emporté avec 52,30 % dès le premier tour. Le poste de première adjointe de Marseille lui avait été promis en cas de victoire de la gauche, elle est en fin de compte devenue maire de secteur.
- La liste UMP menée par Rachida Dati dans le 7e arrondissement de Paris (Palais-Bourbon, 55 700 habitants) a obtenu 49,50 % des voix au premier tour. Elle est devenue maire d'arrondissement.
- Philippe N'Guyen Tahnn (PS) est devenu maire de Vernon (Eure, 23 700 habitants), Mohand Hamoumou, responsable associatif harki (divers gauche), à Volvic (Puy-de-Dôme, 4 202 habitants).
- À Morey (Saône-et-Loire, 184 habitants), Kader Atteye, d'origine djiboutienne, a été élu mais 5 conseillers sur 11 ont démissionné pour protester contre son élection[78],[79].
- Aucune de la cinquantaine d'autres listes investies par l'UMP, le PS ou le MoDem et ayant à leur tête un candidat d'origine non-européenne n'a remporté le premier tour ou n'est en ballotage favorable pour le second tour, ce qui reflète les résultats dans les mêmes communes en 2001 : ces candidats étaient tous présentés par leur parti dans des municipalités qu'ils ne détenaient pas, dans des duels gauche-droite ou PS-PCF. En Seine-Saint-Denis, sur les 5 candidats « de la diversité » soutenus par l'UMP, tous obtiennent des scores inférieurs, parfois très inférieurs (à Aubervilliers, la liste de Fayçal Menia obtient 11,8 % en 2008 contre 23,72 % en 2001 pour la liste de droite), à ceux des listes RPR ou RPR-UDF en 2001, sauf Leïla Bouzidi (app. Nouveau Centre) à Bobigny (24,5 % en 2008 contre 16,71 % en 2001).
- Le PS revendique entre 250 (villes de plus de 20 000 habitants) et 400 adjoints issus de la diversité et 2 maires, Philippe Nguyen Thanh et Samia Ghali[80],[81]. Xavier Cadoret (né Karim Kadouri au Maroc), précédemment divers gauche, cette fois candidat PS aux cantonales, a été réélu maire de Saint-Gérand-le-Puy (Allier, 1 029 habitants).

## Parité
Si les listes sont légalement paritaires depuis 2008, les femmes sont nettement minoritaires dans le nombre de têtes de listes. Le PS fait valoir qu'il a investi six femmes et qu'il a réussi la parité dans les 20 arrondissements parisiens. L'UMP revendique 15 % de candidates pour les 227 investitures dans les villes de plus de 30 000 habitants, tandis que le PS serait à près de 25 %.
D'après l'Observatoire de la parité entre les femmes et les hommes, il y avait pour le premier tour 83,5 % d'hommes tête de liste aux municipales et 79,1 % d'hommes candidats aux cantonales.
Dans les 39 villes de plus de 100 000 habitants, on recense sept femmes maires, alors qu'en 2001 elles n'étaient que quatre (Martine Aubry, Fabienne Keller, Brigitte Le Brethon et Maryse Joissains-Masini, plus Hélène Mandroux, élue en 2004). Les nouvelles élues sont Huguette Bello, Adeline Hazan, Valérie Fourneyron et Dominique Voynet.
Selon l'Observatoire de la parité, 48,5 % des conseillers municipaux élus sont des femmes. 9,5 % des maires de plus de 3 500 habitants sont de sexe féminin (PC 12,9 %, PS 11,3 % Verts 6,7 %, Nouveau Centre 6 %, UMP 7,6 %) ; pour mémoire, ce taux était en 1995 de 4,4 % et de 6,7 % en 2001. Dans les villes de plus de 30 000 habitants, 8 % des maires UMP ou Nouveau Centre sont des femmes, contre 15 % pour le PS.
Le problème de la diversité socioprofessionnelle des élus demeure également.

## Résultats par ville

### Ville de plus de150 000 habitants
| Ville         | Population (1999) | Maire sortant | Maire sortant         | Parti | Maire élu | Maire élu            | Parti |
| ------------- | ----------------- | ------------- | --------------------- | ----- | --------- | -------------------- | ----- |
| Paris         | 2 181 371         |               | Bertrand Delanoë      | PS    |           | Bertrand Delanoë     | PS    |
| Marseille     | 839 043           |               | Jean-Claude Gaudin    | UMP   |           | Jean-Claude Gaudin   | UMP   |
| Lyon          | 472 305           |               | Gérard Collomb        | PS    |           | Gérard Collomb       | PS    |
| Toulouse      | 437 715           |               | Jean-Luc Moudenc      | UMP   |           | Pierre Cohen         | PS    |
| Nice          | 347 060           |               | Jacques Peyrat*       | UMP   |           | Christian Estrosi    | UMP   |
| Nantes        | 282 853           |               | Jean-Marc Ayrault     | PS    |           | Jean-Marc Ayrault    | PS    |
| Strasbourg    | 272 975           |               | Fabienne Keller       | UMP   |           | Roland Ries          | PS    |
| Montpellier   | 251 634           |               | Hélène Mandroux       | PS    |           | Hélène Mandroux      | PS    |
| Bordeaux      | 232 260           |               | Alain Juppé           | UMP   |           | Alain Juppé          | UMP   |
| Lille         | 226 014           |               | Martine Aubry         | PS    |           | Martine Aubry        | PS    |
| Rennes        | 209 613           |               | Edmond Hervé*         | PS    |           | Daniel Delaveau      | PS    |
| Le Havre      | 182 580           |               | Antoine Rufenacht     | UMP   |           | Antoine Rufenacht    | UMP   |
| Reims         | 183 837           |               | Jean-Louis Schneiter* | UMP   |           | Adeline Hazan        | PS    |
| Saint-Étienne | 177 480           |               | Michel Thiollière*    | UMP   |           | Maurice Vincent      | PS    |
| Toulon        | 167 816           |               | Hubert Falco          | UMP   |           | Hubert Falco         | UMP   |
| Grenoble      | 156 107           |               | Michel Destot         | PS    |           | Michel Destot        | PS    |
| Dijon         | 151 504           |               | François Rebsamen     | PS    |           | François Rebsamen    | PS    |
| Angers        | 152 337           |               | Jean-Claude Antonini  | PS    |           | Jean-Claude Antonini | PS    |

Bilan des élections sur les 18 communes de plus de 150 000 habitants : 13 maires PS et cinq maires UMP ont été élus.

Étiquette politique des maires des communes de plus de 100000 habitants après les élections municipales de 2008

Note : Manque dans le tableau le nombre d'inscrits, le nombre de suffrages exprimés et le nombre de bulletins blancs ou nuls. À documenter aussi pour les autres élections.
| Nuances politiques des listes | Nuances politiques des listes                   | Votes (premier tour) | Votes (premier tour) | Sièges obtenus au premier tour | Votes (second tour) | Votes (second tour) | Total des sièges obtenus |
| Nuances politiques des listes | Nuances politiques des listes                   | #                    | %                    | Sièges obtenus au premier tour | #                   | %                   | Total des sièges obtenus |
| ----------------------------- | ----------------------------------------------- | -------------------- | -------------------- | ------------------------------ | ------------------- | ------------------- | ------------------------ |
|                               | Majorité présidentielle                         | 4 032 663            | 25,04                | 12 839                         | 2 012 644           | 26,45               | 19 465                   |
|                               | Gauche unie                                     | 3 039 740            | 18,87                | 12 114                         | 1 789 636           | 23,52               | 17 590                   |
|                               | Divers droite (DVD)                             | 2 555 603            | 15,87                | 12 550                         | 1 113 686           | 14,64               | 19 601                   |
|                               | Parti socialiste (PS)                           | 2 032 133            | 12,62                | 6 888                          | 747 808             | 9,83                | 10 457                   |
|                               | Divers gauche (DVG)                             | 1 666 955            | 10,35                | 7 695                          | 699 434             | 9,19                | 12 285                   |
|                               | Mouvement démocrate (MoDem)                     | 594 960              | 3,69                 | 758                            | 154 849             | 2,04                | 1 226                    |
|                               | Liste majorité-centristes                       | 560 648              | 3,48                 | 1 263                          | 469 783             | 6,17                | 2 353                    |
|                               | Parti communiste français (PCF)                 | 421 800              | 2,62                 | 1 380                          | 117 081             | 1,54                | 1 857                    |
|                               | Extrême gauche (EXG)                            | 289 193              | 1,80                 | 96                             | 15 215              | 0,20                | 118                      |
|                               | Liste gauche-centristes                         | 281 571              | 1,75                 | 847                            | 320 033             | 4,21                | 1 717                    |
|                               | Les Verts (VEC)                                 | 191 114              | 1,19                 | 147                            | 39 827              | 0,52                | 284                      |
|                               | Autres (inclassables)                           | 166 695              | 1,04                 | 381                            | 56 328              | 0,74                | 839                      |
|                               | Front national (FN)                             | 150 242              | 0,93                 | 40                             | 21 181              | 0,28                | 63                       |
|                               | Régionalistes, autonomistes et indépendantistes | 97 453               | 0,61                 | 390                            | 47 655              | 0,63                | 630                      |
|                               | Extrême droite (EXD)                            | 23 885               | 0,15                 | 9                              | 3 940               | 0,05                | 12                       |

Résultats dans les communes de 3 500 habitants et plus publiés par le Ministère de l'intérieur.

### Conseil municipal élu dès le premier tour
Villes de plus de 100 000 habitants en gras.

#### Villes restées à gauche
Alfortville, Allauch, Amboise, Annemasse, Annœullin, Aniche, Arcueil, Arles, Armentières, Auch, Aurillac, Auxerre, Avion, Bagneux, Bailleul, Balma, Blagnac, Blanquefort, Besançon, Bezons, Bonneuil-sur-Marne, Bressuire, Brie-Comte-Robert, Bobigny, Bondy, Boulogne-sur-Mer, Bourgoin-Jallieu, Bron, Bully-les-Mines, Cachan, Carmaux, Carvin, Castelnaudary, Cayenne, Chambéry, Champigny-sur-Marne, Champs-sur-Marne, Chelles, Cherbourg-Octeville, Clichy-sous-Bois, Colomiers, Condé-sur-l'Escaut, Conflans-Sainte-Honorine, Créteil, Decazeville, Denain, Dijon, Douchy-les-Mines, Dunkerque, Échirolles, Épinay-sous-Sénart, Éragny, Évry, Fécamp, Figeac, Flers, Fontenay-aux-Roses, Fontenay-sous-Bois, Forcalquier, Fort-de-France, Fresnes, Gennevilliers, Gentilly, Gonfreville-l'Orcher, Grand-Couronne, Grande-Synthe, Gravelines, Guéret, Guingamp, Issoudun, Ivry-sur-Seine, Joué-lès-Tours, L'Haÿ-les-Roses, La Flèche, Lanester, Langon, Lannemezan, Lannion, La Rochelle, La Roche-sur-Yon, Lattes, Lavelanet, Le Creusot, Le Grand-Quevilly, Le Kremlin-Bicêtre, Le Mans, Le Petit-Quevilly, Le Pré-Saint-Gervais, Le Tréport, Les Lilas, Libourne, Liévin, Lillers, Limoges, Limoux, Livry-Gargan, Lorient, Lyon, Malakoff, Marmande, Martigues, Maubeuge, Mayenne, Merignac, Mitry-Mory, Moissac, Mons-en-Barœul, Montceau-les-Mines, Montigny-lès-Cormeilles, Nanterre, Nantes, Neuilly-sur-Marne, Nogent-le-Rotrou, Onet-le-Château, Outreau, Pantin, Pessac, Poitiers, Pontivy, Privas, Raismes, Rezé, Riom, Ris-Orangis, Ronchin, Ruffec, Saint-Amand-les-Eaux, Saint-Etienne-du-Rouvray, Saint-Herblain, Sarcelles, Sedan, Sevran, Somain, Sotteville-lès-Rouen, Stains, Thouars, Torcy, Tourcoing, Tournefeuille, Trappes, Tremblay-en-France, Tulle, Valentigney, Varennes-Vauzelles, Vaulx-en-Velin, Vauréal, Vénissieux, Villeneuve-sur-Lot, Villers-lès-Nancy, Villiers-le-Bel.

#### Villes restées à droite
Aix-les-Bains, Alès, Allevard, Amnéville, Ancenis, Annecy, Antibes, Antony, Arcachon, Arras, Bagnères-de-Bigorre, Bayeux, Beaune, Béziers, Bordeaux, Bourges, Caluire-et-Cuire, Cambrai, Caudry, Challans, Chamalières, Charenton-le-Pont, Châteaubriant, Châteauroux, Châtenay-Malabry, Cholet, Combs-la-Ville, Compiègne, Courbevoie, Dinan, Domont, Drancy, Draveil, Enghien-les-Bains, Épinal, Épinay-sur-Seine, Étampes, Évian-les-Bains, Fontenay-le-Fleury, Franconville, Fréjus, Freyming-Merlebach, Gien, Grasse, Issy-les-Moulineaux, La Baule-Escoublac, La Ciotat, La Madeleine, Laon, Le Bourget, Le Perreux-sur-Marne, Le Plessis-Robinson, Les Herbiers, Les Sables-d'Olonne, Levallois-Perret, Lons-le-Saunier, Lunéville, Mâcon, Maisons-Alfort, Mantes-la-Jolie, Marcq-en-Barœul, Meaux, Meudon, Missillac, Montaigu, Montargis, Montauban, Montfermeil, Montluçon, Montmorillon, Moûtiers, Nontron, Ollioules, Orange, Orvault, Palavas-les-Flots, Pamiers, Papeete, Parthenay, Plaisir, Pont-à-Mousson, Pontarlier, Pontoise, Provins, Rambouillet, Redon, Rivesaltes, Rosny-sous-Bois, Royan, Rueil-Malmaison, Sablé-sur-Sarthe, Saint-André-des-Eaux, Saint-Cloud, Saint-Cyr-l'École, Saint-Dizier, Saint-Etienne-de-Montluc, Saint-Germain-en-Laye, Saint-Jean-de-Luz, Saint-Julien-de-Concelles, Saint-Lô, Saint-Mandé, Saint-Michel-Chef-Chef, Saint-Quentin, Saint-Père-en-Retz, Saint-Philbert-de-Grand-Lieu, Saint-Raphaël, Saint-Sébastien-sur-Loire, Sainte-Maxime, Sarlat-la-Canéda, Sarreguemines, Sartrouville, Savigny-sur-Orge, Sisteron, Suresnes, Thiais, Troyes, Toulon, Valenciennes, Vesoul, Vertou, Villemomble, Vincennes, Vire, Vitré, Yerres.

#### Villes ayant basculé à gauche
Alençon, Albertville, Annonay, Auriol, Bellegarde, Bouffémont, Bourg-en-Bresse, Brive-la-Gaillarde, Chalon-sur-Saône, Clisson, Courdimanche, Dieppe, Dole, Évreux, Graulhet, Hazebrouck, Jouy-le-Moutier, Laval, Le Relecq-Kerhuon, Lillebonne, Monteux, Montbrison, Oloron-Sainte-Marie, Orsay, Plouzané, Rixheim, Rodez, Roanne, Rouen, Saint-Claude, Saint-Gaudens, Sochaux, Ussel, Vallet, Vierzon, Vitry-le-François

#### Villes ayant basculé à droite
Breuillet, Chaumont, Douarnenez, Le Puy-en-Velay, Vaires-sur-Marne.

### Conseil municipal élu au deuxième tour
Villes de plus de 100 000 habitants en gras.

#### Villes restées à gauche
Achères (Yvelines), Ajaccio, Angers, Athis-Mons, Aubagne, Aubervilliers, Aurillac, Bagnolet, Bastia, Belfort, Brest, Bruay-sur-l'Escaut, Cergy, Charleville-Mézières, Château-Thierry, Clamart, Clermont-Ferrand, Clichy, Creil, Cugnaux, Digne-les-Bains, Etaples, Foix, Grenoble, Grigny, Halluin, Hénin-Beaumont, La Courneuve, Le Blanc-Mesnil, Lens, Liévin, Limeil-Brévannes, Lille, Montpellier, Montreuil, Nevers, Niort, Orly, Palaiseau, Pantin, Paris, Pau, Pierrefitte-sur-Seine, Rennes, Rezé, Roissy-en-Brie, Romainville, Romans-sur-Isère, Roubaix, Saint-Denis, Saint-Dié-des-Vosges, Saint-Ouen, Saint-Nazaire, Toul, Tours, Villejuif, Villetaneuse, Villeurbanne, Vitrolles, Vitry-sur-Seine.

#### Villes restées à droite
Aix-en-Provence, Albi, Aubenas, Avignon, Basse-Goulaine, Bayonne, Beaucaire, Beauvais, Biarritz, Boulogne-Billancourt, Bourg-Saint-Maurice, Cannes, Châlons-en-Champagne, Chartres, Châtillon, Colmar, Corbeil-Essonnes, Douai, Draguignan, Dreux, Fontainebleau, Gap, Gagny, Garges-lès-Gonesse, Le Havre, Les Clayes-sous-Bois, Lisieux, Longjumeau, Lunel, Maisons-Laffitte, Mamoudzou, Marseille, Massy, Melun, Menton, Montauban, Montélimar, Moulins, Montrouge, Nancy, Neuilly-sur-Seine, Nice, Nîmes, Nouméa, Orléans, Oyonnax, Perpignan, Pézenas, Plougastel-Daoulas, Puteaux, Saint-Brieuc, Sceaux, Sète, Sèvres, Tarascon, Tarbes, Toulon, Vannes, Vanves, Verdun, Versailles, Vichy, Vienne, Villefranche-sur-Saône.

#### Villes ayant basculé à gauche
Abbeville, Amiens, Anglet, Angoulême, Anzin,  Apt, Argenteuil, Asnières-sur-Seine, Aulnay-sous-Bois, Bagnols-sur-Cèze, Bar-le-Duc, Berck, Bergerac, Billère, Blois, Boissy-Saint-Léger, Brive-la-Gaillarde, Brignoles, Bruz, Caen, Cahors, Carcassonne (en 2009, à la suite de l'annulation du scrutin de 2008), Carpentras, Cesson-Sévigné, Chennevières-sur-Marne, Cognac, Colombes, Cosne-Cours-sur-Loire, Dax, Dole, Évreux, Firminy, Forbach, Fondettes, Fourmies, Gros-Morne, Guebwiller, Granville, Guipavas, Issoire, Joigny, La Chapelle-Saint-Luc, La Seyne-sur-Mer, Les Ponts-de-Cé, Lodève, Loos, Lucé, Marly, Mende, Metz, Millau, Miramas, Monistrol-sur-Loire, Montbéliard, Montmorency, Mont-Saint-Aignan, Muret, Narbonne, Nogent-sur-Oise, Noisy-le-Sec, Noyon, Ostwald, Orthez, Périgueux, Plérin, Poissy, Pont-Sainte-Maxence, Portes-lès-Valence, Quimper, Reims, Saint-André, Saint-Chamond, Saint-Denis (La Réunion), Saint-Étienne, Saint-Fons, Saint-Jean-de-Braye, Saint-Omer, Saint-Louis (La Réunion), Saint-Paul (La Réunion), Saintes, Schœlcher, Sens, Sin-le-Noble, Strasbourg, Soissons, Thionville, Toulouse, Valence, Vandœuvre-lès-Nancy, Vernon, Villepinte, Villers-Cotterêts, Voiron, Yvetot.

#### Villes ayant basculé à droite
Agen, Bollène, Calais, Chaville, Châtellerault, Concarneau, L'Isle-sur-la-Sorgue, Landerneau, Longwy, Mont-de-Marsan, Montfort-sur-Meu, Morlaix, Mulhouse, Nemours, Olonne-sur-Mer, Pertuis, Pornichet, Saumur, Tournon-sur-Rhône, Saint-Michel-sur-Orge, La Motte-Servolex.

#### Cas atypiques
- Mulhouse : la ville ne change pas de maire mais le maire sortant, auparavant membre du Parti socialiste, est réélu avec le soutien de l'UMP, la droite est donc aujourd'hui majoritaire au conseil municipal.
- Béthune : le maire socialiste sortant, Jacques Mellick, est renversé par une coalition allant du centre-gauche au centre-droit. Le nouveau maire reste néanmoins classé divers gauche.
- Quimperlé : le maire socialiste sortant est renversé par un candidat sans étiquette se réclamant de la gauche mais appuyé par une liste regroupant des personnes se réclamant du centrisme ou de la droite modérée.
- Asnières-sur-Seine : le maire UMP sortant est renversé par une coalition PS-Verts-MoDem-divers droite menée par un socialiste.

### Les intercommunalités
Entre le 18 mars et le 18 avril 2008, les élections intercommunales ont abouti à l’élection au second degré et au scrutin majoritaire de 85 000 délégués communautaires par les conseils municipaux adhérents aux quelque 2.500 communauté de communes, communautés d'agglomération et communautés urbaines ainsi qu'aux syndicats intercommunaux (14.885 SIVU et n SIVOM).
Ce troisième tour des élections municipales, comme on le dénomme parfois, possède parmi les élus locaux de plus en plus d'importance. Les établissements qu'ils concernent, exercent des compétences stratégiques et structurantes de plus en plus importantes pour les bassins de vie et les agglomérations urbaines.
Un quatrième tour permet d'élire les présidents et vice-présidents de ces structures intercommunales.

#### Ni cumul, ni obligation de parité
On peut noter du fait de l'élection au second degré et du statut d'établissement public, la loi sur le cumul des mandats ne s'applique pas. La parité non plus ne s'applique pas : une poignée de femmes seulement président les communautés, le cas le plus fréquent étant celui ou une élue exerce le mandat de maire de la ville-centre (Caroline Cayeux à Beauvais, Brigitte Barèges à Montauban, Marie-Josée Roig à Avignon, Maryse Joissains-Masini à Aix-en-Provence. L’élection de Martine Aubry à la Lille Métropole Communauté urbaine n’a pour précédents dans ce type d’établissements que Catherine Trautmann à la communauté urbaine de Strasbourg (1989-2001) et le bref passage de Christine Roimier à la Communauté urbaine d'Alençon. De même Valérie Létard à la Communauté d'agglomération de Valenciennes Métropole alors qu'elle n'est pas maire de la ville centre marque une avancée de la présence des femmes dans les présidences intercommunales. Ailleurs, de nombreuses femmes maires de ville-centre demeurent à l’écart de la présidence de l’intercommunalité. C’est le cas parmi les élues sortantes d'Hélène Mandroux à Montpellier. De même parmi les nouvelles élues, on peut citer : Laure Déroche à Roanne, Natacha Bouchart à Calais, Valérie Fourneyron à Rouen, Bernadette Laclais à Chambéry.

#### La confirmation de la «vague rose»?
Si le succès de la gauche aux élections municipales doit logiquement conforter ses positions dans les intercommunalités, celles-ci sont un lieu où les clivages traditionnels sont moins clairs. Le mode de gestion des communautés demeure plus consensuel que celui des assemblées élues au suffrage universel comme les conseils municipaux. Ainsi, 3 % seulement des conseils communautaires de la précédente mandature (2001-2008) possédaient des groupes parlementaires de majorité et d'opposition. De même, un président et un vice-président sont fréquemment de bords politiques opposés ce qui n'est pas le cas d'un maire et de ses adjoints, chacun représentant davantage sa commune d'origine qu'un parti.
Ainsi le nouveau président de la Communauté d'agglomération du Grand Toulouse Pierre Cohen (PS) a été élu à l'unanimité, y compris des maires de L'Union et de Castelginest, Georges Beyney (DVD) et Grégoire Carneiro (UMP), bien que succédant à l'UMP Philippe Douste-Blazy.
Inversement, le maire DVD de Yutz Patrick Weiten a été élu à la quasi-unanimité président de la Communauté d'agglomération Portes de France-Thionville alors que la ville-centre de Thionville a basculé de l'UMP au PS, son maire Bertrand Mertz devenant premier vice-président de l'agglomération.
De manière plus surprenante, Renaud Muselier (UMP) a dû faire face à des défections dans son propre camp, qui ont permis l'élection du PS Eugène Caselli à la tête de la communauté urbaine de Marseille.
Enfin, l'élection à la communauté d'agglomération de Metz Métropole a relativisé la victoire du socialiste Dominique Gros à la mairie de Metz en maintenant à droite la présidence avec la présence du maire UMP de Monrettigny-lès-Metz, Jean-Luc Bohl.
Plusieurs figures de la politique nationale ont été élus ou réélus à la tête d'une structure intercommunale: François Rebsamen, Laurent Fabius, Martine Aubry, Luc Chatel, Christian Estrosi ...

#### Intercommunalités qui passent d'un président de gauche à un président de droite
- Jean Dionis du Séjour (NC) succède à Jacques Clouché à la présidence de la communauté d'agglomération d'Agen[92].
- Gérard Trémège (UMP) succède à Jean Glavany à la présidence de la communauté d'agglomération du Grand Tarbes.

#### Intercommunalités qui gardent un président de droite
- Jean-Luc Bohl succède à Jean-Marie Rausch (DVD) à la tête de la Communauté d'agglomération de Metz Métropole
- Christian Estrosi (UMP) succède à Jacques Peyrat (DVD) à la tête de la Communauté d'agglomération Nice-Côte d'Azur.
- Patrick Weiten succède à Jean-Marie Demange à la communauté d'agglomération Portes de France-Thionville
- André Wojciechowski (UMP) est réélu à la Communauté de communes du Pays naborien
- Valérie Létard (NC) succède à Jean-Louis Borloo à la Communauté d'agglomération de Valenciennes Métropole
- François de Mazières (DVD) succède à Étienne Pinte (UMP) à la tête de la Communauté de communes Versailles Grand Parc

#### Intercommunalités qui passent d'un président de droite à un président de gauche
- Pierre Moscovici (PS) succède à Louis Souvet (UMP) à la Communauté d'agglomération du Pays de Montbéliard[93]
- Jacques Bigot (PS) succède à Robert Grossmann (UMP) à la communauté urbaine de Strasbourg
- Maurice Vincent (PS) succède à Michel Thiollière (UMP) à la Communauté d'agglomération Saint-Étienne Métropole
- Eugène Caselli (PS) succède à Jean-Claude Gaudin (UMP) à la tête de la Communauté urbaine Marseille Provence Métropole
- Pierre Cohen (PS) succède à Philippe Douste-Blazy (UMP) à la tête de la Communauté d'agglomération du Grand Toulouse
- Michel Champredon (PS) succède à Jean-Pierre Nicolas (UMP) à la Communauté d'agglomération d'Évreux
- Philippe Duron (PS) succède à Luc Duncombe (UDF-NC) à la tête de la communauté d'agglomération Caen la Mer
- Adeline Hazan (PS) succède à Jean-Louis Schneiter (UDF) à la tête de Reims Métropole
- Philippe Doucet (PS) succède à Georges Mothron (UMP) à la Communauté d'agglomération Argenteuil-Bezons
- Manuel Valls (PS) succède à Jean Hartz (UMP) à la Communauté d'agglomération Évry Centre Essonne
- Michel Lesage (PS) succède à Bruno Joncour (MoDem) à la Communauté d'agglomération de Saint-Brieuc

#### Intercommunalités qui gardent un président de gauche
- Jean-Pierre Corbisez (PS) succède, contre la volonté de ce dernier, à Albert Facon (PS) à la tête de la Communauté d'agglomération d'Hénin-Carvin[94]
- Patrick Braouezec (PCF) est réélu président de Plaine commune
- Bernard Cazeneuve (PS) succède à Bernard Cauvin (PS) à la présidence de la Communauté urbaine de Cherbourg[95]
- Martine Aubry (PS) succède à Pierre Mauroy (PS) à Lille Métropole Communauté urbaine
- Laurent Fabius (PS) succède à François Zimeray (PS) à l'agglomération de Rouen
- Daniel Delaveau (PS) succède à Edmond Hervé (PS) à Rennes Métropole

### Les personnalités battues
Voici une liste des personnalités dont les listes ont été battues à l'occasion du second tour des municipales :

- Christine Albanel (UMP) Paris 4ème arrondissement
- François Bayrou (MoDem) Pau
- Jean-Pierre Brard (PCF) Montreuil-sous-Bois
- Jean-Marie Cavada (UMP) Paris 12ème arrondissement
- Xavier Darcos (UMP) Périgueux
- Gilles de Robien (DVD) Amiens
- Marielle de Sarnez (MoDem) Paris 14ème arrondissement
- Jean-Noël Guérini (PS) Marseille
- Fabienne Keller (UMP) Strasbourg
- Christine Lagarde (UMP) Paris 12ème arrondissement
- Brigitte Le Brethon (UMP) Caen
- Marine Le Pen (FN) Hénin-Beaumont
- Jean-Luc Moudenc (UMP) Toulouse
- Jacques Peyrat (DVD) Nice
- Jean-Marie Rausch (DVD) Metz
- Catherine Vautrin (UMP) Reims
- Rama Yade (UMP) Colombes

## L'élection dans les grandes villes[96]
Avant le scrutin des 9 et 16 mars 2008, la droite détenait 21 villes de plus de 100 000 habitants sur 37. Au soir du 16 mars, elle n'en dirigeait plus que 12. Six femmes dirigent désormais des villes de plus de 100 000 habitants (à Montpellier, Lille, Aix-en-Provence, Reims, Rouen et Montreuil), alors que quatre femmes avaient été élues en 2001 (à Strasbourg, Lille, Caen et Aix-en-Provence).

### Aix-en-Provence
- Maire sortante : Maryse Joissains-Masini (UMP) depuis 2001

- Candidats :
  - Honoré Beyer (FN)[98], qui remplaçait Pierre Louis Causse, n'a finalement pas déposé sa liste : s'y rendant un quart d'heure avant la fin du délai légal, il s'est aperçu qu'il lui manquait des papiers[99]
  - Jean-Louis Garello (« Droites aixoises », à droite de l'UMP)
  - Maryse Joissains-Masini (UMP), maire sortant, députée
  - Alexandre Medvedowsky, (PS), conseiller général, conseiller municipal d’Aix-en-Provence, tête de liste PS pour l’élection municipale
  - François-Xavier de Peretti, (MoDem), élu de la Ville et de l’intercommunalité depuis 1995, secrétaire départemental et membre du bureau national de l'UDF, dirige la liste « Union pour Aix »
  - Michel Pezet dissident (PS), vice-président du conseil général des Bouches-du-Rhône
  - Maryse Galland-Mourbrun (Divers droite)
  - Aude Charcosset, liste « Aix en Luttes », soutenue par la LCR

| Tête de liste | Tête de liste              | Liste                                                | Premier tour | Premier tour | Second tour | Second tour | Sièges |
| Tête de liste | Tête de liste              | Liste                                                | Voix         | %            | Voix        | %           | Nombre |
| ------------- | -------------------------- | ---------------------------------------------------- | ------------ | ------------ | ----------- | ----------- | ------ |
|               | Aude Charcosset            | Aix en Luttes (LCR)                                  | 1 508        | 2,91 %       |             |             |        |
|               | Michel Pezet               | Aix Avenir (DVG)                                     | 5 255        | 10,14 %      |             |             |        |
|               | Alexandre Medvedowsky      | Aix pour tous (PS - Union de la gauche)              | 15 071       | 29,09 %      | 23 945      | 42,94 %     | 12     |
|               | François-Xavier de Peretti | Génération Aix (MoDem)                               | 10 441       | 20,15 %      | 7 123       | 12,77 %     | 3      |
|               | Maryse Joissains-Masini    | Ens. pour Aix et Pays Aix (UMP - Union de la droite) | 17 516       | 33,81 %      | 24 692      | 44,28 %     | 40     |
|               | Maryse Galland Mourbrun    | Maryse Galland Mourbrun (DVD)                        | 606          | 1,17 %       |             |             |        |
|               | Jean-Louis Garello         | Droites aixoises (DVD)                               | 1 408        | 2,72 %       |             |             |        |

Maire élue : Maryse Joissains-Masini (UMP)

### Amiens
- Maire sortant : Gilles de Robien (ex-UDF, proche du Nouveau Centre et de l'UMP), depuis 1989 (maire-adjoint de 2002 à mars 2007, pendant son passage au gouvernement)

Candidats
- Gilles Demailly (PS) : liste d'union de gauche (PS, PCF, Les Verts, MRC et PRG)
- Francis Dollé (LCR) : liste 100 % à gauche (LCR, PRS)
- Dominique Fachon (CNI)
- Yanick Leflot-Savain (MoDem)
- Bruno Paleni (Lutte ouvrière)
- Gilles de Robien (NC - UMP)

| Tête de liste | Tête de liste        | Liste                                        | Premier tour | Premier tour | Second tour | Second tour | Sièges |
| Tête de liste | Tête de liste        | Liste                                        | Voix         | %            | Voix        | %           | Nombre |
| ------------- | -------------------- | -------------------------------------------- | ------------ | ------------ | ----------- | ----------- | ------ |
|               | Bruno Paleni         | Lutte ouvrière                               | 1 284        | 3,14 %       |             |             |        |
|               | Francis Dollé        | Amiens 100 % à gauche (LCR)                  | 2 630        | 6,43 %       |             |             |        |
|               | Gilles Demailly      | Unis et solidaires (PS - Union de la gauche) | 16 914       | 41,37 %      | 26 424      | 56,21 %     | 43     |
|               | Yanick Leflot-Savain | MoDem                                        | 2 379        | 5,82 %       |             |             |        |
|               | Gilles de Robien     | Mon parti c'est Amiens (NC - UMP)            | 15 896       | 38,88 %      | 20 582      | 43,79 %     | 12     |
|               | Dominique Fachon     | Vive Amiens (Divers droite)                  | 1 777        | 4,35 %       |             |             |        |

Entre les deux tours, Mme Leflot-Savain déclare : « Je fais près de 6 % et c'est un score qui me convient bien, d'autant plus que l'on est parti de zéro avec un parti en déconfiture et un Gilles de Robien qui est un UMP qui ne dit pas son nom. Je suis très contente d'avoir implanté le MoDem sur Amiens, mais je ne donnerai aucune consigne de vote pour le second tour et je ne serai sur aucune liste, malgré le fait qu'un des deux finalistes m'ait déjà contacté. »
Maire élu : Gilles Demailly - Unis et solidaires (PS - Union de la gauche)

### Angers
- Maire sortant : Jean-Claude Antonini (PS)

Candidats
- Jean-Claude Antonini : (PS), liste « Angers en avant, les Angevins en confiance », soutenue par une partie du MoDem et de Cap21[103] et par Les Verts. Maire sortant, président de la Communauté d'agglomération d'Angers Loire Métropole.
- Christophe Béchu : (UMP, ex-UDF), liste « Angers, choisir l'avenir », soutenue par le MoDem et par deux adjoints au maire sortants, dont le conseiller général socialiste Hervé Carré[104]
- Didier Brémaud (PT), « Liste ouvrière indépendante pour Angers »
- Jean-Louis Grégoire (PCF), liste « Angers à gauche » (PCF-LO)
- Martin Nivault (LCR), liste « 100 % à gauche, liste anticapitaliste, écologiste, antiraciste et féministe présentée par la LCR »
- Margaret Pery (conseillère sortante, ex-Parti radical), liste « Angers en famille, vivons ensemble notre ville »

| Tête de liste | Tête de liste        | Liste                                                                | Premier tour | Premier tour | Second tour | Second tour | Sièges |
| Tête de liste | Tête de liste        | Liste                                                                | Voix         | %            | Voix        | %           | Nombre |
| ------------- | -------------------- | -------------------------------------------------------------------- | ------------ | ------------ | ----------- | ----------- | ------ |
|               | Didier Brémaud       | Liste ouvrière indépendante pour Angers (PT)                         | 778          | 1,54 %       |             |             |        |
|               | Martin Nivault       | 100 % à gauche (LCR)                                                 | 2 484        | 4,91 %       |             |             |        |
|               | Jean-Louis Grégoire  | Angers à gauche (PCF-LO)                                             | 1 475        | 2,92 %       |             |             |        |
|               | Jean-Claude Antonini | Angers en avant, les Angevins en confiance (PS - Union de la gauche) | 21 502       | 42,50 %      | 27 750      | 50,61 %     | 45     |
|               | Margaret Pery        | Angers en famille, vivons ensemble notre ville (Divers)              | 1 262        | 2,49 %       |             |             |        |
|               | Christophe Béchu     | Angers, choisir l'avenir (UMP - Union de la droite)                  | 23 089       | 45,64 %      | 27 083      | 49,39 %     | 14     |

Maire élu : Jean-Claude Antonini - Angers en avant, les Angevins en confiance (PS - Union de la gauche)

### Argenteuil
- Maire sortant : Georges Mothron (UMP), député

Candidats
- Mohamed Chanaï (divers gauche, ex-Verts)[105]
- Philippe Doucet (conseiller général PS avec soutien du PCF et de Lutte ouvrière[106]), candidat officiel du PS, après une tentative de la part du secrétaire national chargé des élections d'imposer Faouzi Lamdaoui comme tête de liste au titre de la diversité[107]
- Christophe Hénocq (MoDem)[108]
- Alain Leikine (conseiller général, PS dissident, avec soutien des Verts, du PRG et du PT)[106],[109],[110]
- Georges Mothron (UMP)

| Tête de liste | Tête de liste     | Liste                                                  | Premier tour | Premier tour | Second tour | Second tour | Sièges |
| Tête de liste | Tête de liste     | Liste                                                  | Voix         | %            | Voix        | %           | Nombre |
| ------------- | ----------------- | ------------------------------------------------------ | ------------ | ------------ | ----------- | ----------- | ------ |
|               | Homar Slaouti     | Argenteuil à gauche vraiment (LCR)                     | 1 036        | 3,84 %       |             |             |        |
|               | Alain Leikine     | Argenteuil pour tous (PS dissident)                    | 2 179        | 8,08 %       |             |             |        |
|               | Philippe Doucet   | Fiers d'être argenteuillais (PS - Union de la gauche)  | 9 480        | 35,17 %      | 14 672      | 50,56 %     | 40     |
|               | Christophe Hénocq | Réussir Argenteuil (MoDem)                             | 1 377        | 5,11 %       |             |             |        |
|               | Mohamed Chanaï    | Vous pensez - Nous agissons (Divers)                   | 482          | 1,79 %       |             |             |        |
|               | Georges Mothron   | L'ouverture pour Argenteuil (UMP - Union de la droite) | 12 400       | 46,00 %      | 14 345      | 49,44 %     | 13     |

Maire élu : Philippe Doucet - Fiers d'être argenteuillais (PS - Union de la gauche)

### Besançon
- Maire sortant : Jean-Louis Fousseret (PS) depuis 2001

Candidats
- Jean-Louis Fousseret (PS) liste « Besançon par passion » regroupant PS-PCF-Les Verts. Seul candidat à l’investiture, il a été désigné par les militants du Parti socialiste de Besançon.
- Nicole Friess (LO), liste « Lutte ouvrière »
- Philippe Gonon (MoDem), liste « Un élan pour Besançon ». Il a été investi officiellement par le MoDem.
- Adrien Leclerc, liste "Ouvrière, Socialiste et Laïque".
- François Portal, liste « A Gauch'toutES » soutenue par la LCR.
- Jean Rosselot (UMP), liste « Besançon j'y crois ». Conseiller municipal d'opposition, il a été officiellement investi par l'UMP qui avait, dans un premier temps, donné l'investiture à Jean-François Humbert.

| Tête de liste | Tête de liste        | Liste                                               | Premier tour | Premier tour | Sièges |
| Tête de liste | Tête de liste        | Liste                                               | Voix         | %            | Nombre |
| ------------- | -------------------- | --------------------------------------------------- | ------------ | ------------ | ------ |
|               | Adrien Leclerc       | liste « Ouvrière, Socialiste et Laïque » (PT)       | 351          | 0,96 %       |        |
|               | Nicole Friess        | Lutte ouvrière                                      | 740          | 2,03 %       |        |
|               | François Portal      | A Gauch'toutES (LCR)                                | 1 786        | 4,90 %       |        |
|               | Jean-Louis Fousseret | Besançon par passion (PS - Union de la gauche)      | 20 696       | 56,76 %      | 45     |
|               | Philippe Gonon       | Un élan pour Besançon (MoDem)                       | 3 485        | 9,56 %       | 2      |
|               | Jean Rosselot        | Besançon j'y crois (UMP - MFC - Union de la droite) | 9 402        | 25,79 %      | 8      |

Maire élu : Jean-Louis Fousseret - Besançon par passion (PS - Union de la gauche)

### Bordeaux
- Maire sortant : Alain Juppé (UMP), depuis 2006

Principaux candidats
- Adrien Bonnet (Nouveau Centre)
- Jacques Colombier[111] (FN), conseiller régional et conseiller municipal de Bordeaux
- Alain Juppé (UMP), soutenu par le MoDem[112], maire sortant
- Alain Rousset (PS) soutenu par le PRG, les Verts et Couleurs bordelaises, président du conseil régional d'Aquitaine et ancien président de la Communauté urbaine de Bordeaux[113]

| Tête de liste | Tête de liste         | Liste                                                    | Premier tour | Premier tour | Sièges |
| Tête de liste | Tête de liste         | Liste                                                    | Voix         | %            | Nombre |
| ------------- | --------------------- | -------------------------------------------------------- | ------------ | ------------ | ------ |
|               | Denis Lacoste         | Lutte ouvrière                                           | 502          | 0,62 %       |        |
|               | Emmanuel Bichindaritz | Ensemble Bordeaux 100 % à gauche (LCR)                   | 2 484        | 3,05 %       |        |
|               | Mohamed Akrout        | Bordeaux en action (DVG)                                 | 77           | 0,09 %       |        |
|               | Alain Rousset         | PS - Union de la gauche                                  | 27 790       | 34,14 %      | 11     |
|               | Marc Vanhove          | Alliance citoyenne (IND)                                 | 1 201        | 1,48 %       |        |
|               | Adrien Bonnet         | Une chance pour chacun (NC)                              | 1 144        | 1,41 %       |        |
|               | Alain Juppé           | Avec chaque bordelais (UMP - MoDem - Union de la droite) | 46 087       | 56,62 %      | 50     |
|               | Jacques Colombier     | Bordeaux d'abord (FN)                                    | 2 111        | 2,59 %       |        |

Maire élu : Alain Juppé - Avec chaque bordelais (UMP - MoDem - Union de la droite)

### Boulogne-Billancourt
- Maire sortant : Pierre-Mathieu Duhamel (UMP) (Jean-Pierre Fourcade avait démissionné en mars 2007)

Candidats
- Pierre-Christophe Baguet (UMP), député de la neuvième circonscription des Hauts-de-Seine, investi officiellement par l'UMP et soutenu par le Nouveau Centre
- Sylvain Canet (MoDem)
- Jean-Pierre Fourcade (UMP dissident) [114],[115], sénateur, ancien maire, candidat après l'annonce de son successeur Pierre-Mathieu Duhamel qu'il ne présenterait pas de liste contre le candidat investi par les instances de l'UMP
- Marie-Hélène Vouette (PS), conseillère municipale. Liste d'union (PS, PCF, Verts, MRC) « Boulogne-Billancourt, une ville à vivre, une ville d'avenir ! »

| Tête de liste | Tête de liste            | Liste                                                                                 | Premier tour | Premier tour | Second tour | Second tour | Sièges |
| Tête de liste | Tête de liste            | Liste                                                                                 | Voix         | %            | Voix        | %           | Nombre |
| ------------- | ------------------------ | ------------------------------------------------------------------------------------- | ------------ | ------------ | ----------- | ----------- | ------ |
|               | Marie-Hélène Vouette     | Boulogne-Billancourt, une ville à vivre, une ville d'avenir (PS - Union de la gauche) | 6 660        | 19,23 %      | 7 091       | 20,82 %     | 5      |
|               | Sylvain Canet            | MoDem                                                                                 | 2 718        | 7,85 %       |             |             |        |
|               | Pierre-Christophe Baguet | Majorité rassemblée (UMP - NC)                                                        | 14 725       | 42,52 %      | 15 080      | 44,28 %     | 40     |
|               | Jean-Pierre Fourcade     | Unis pour Boulogne-Billancourt (DVD)                                                  | 10 527       | 30,40 %      | 11 886      | 34,90 %     | 10     |

Maire élu : Pierre-Christophe Baguet - Majorité rassemblée (UMP - NC)

### Brest
- Maire sortant : François Cuillandre (PS)

Principaux candidats
- François Cuillandre : liste « Brest en marche ! » (PS - PCF - Verts - UDB - PRG - L'Autre gauche)[116]
- Céline Mandon (divers gauche) : liste « Pour Brest, la gauche debout » se positionnant à gauche du Parti socialiste[117]
- Fortuné Pellicano (divers droite) : liste « Rassemblement pour faire gagner Brest »
- Mikaël Cabon (MoDem) : liste « Brest au cœur » [118]
- Laurent Prunier : liste « Ensemble, ambitieux pour Brest » (UMP - Parti radical - CNI - FRS - NC - MPF[119])

| Tête de liste | Tête de liste       | Liste                                     | Premier tour | Premier tour | Second tour | Second tour | Sièges |
| Tête de liste | Tête de liste       | Liste                                     | Voix         | %            | Voix        | %           | Nombre |
| ------------- | ------------------- | ----------------------------------------- | ------------ | ------------ | ----------- | ----------- | ------ |
|               | Hugues Bouché       | PT                                        | 1 030        | 2,29 %       |             |             |        |
|               | André Cherblanc     | Lutte ouvrière                            | 740          | 1,65 %       |             |             |        |
|               | Céline Mandon       | La gauche debout (EXG)                    | 4 037        | 8,99 %       |             |             |        |
|               | François Cuillandre | Brest en marche (PS - Union de la gauche) | 20 573       | 45,79 %      | 26 424      | 60,68 %     | 44     |
|               | Mikaël Cabon        | Brest au cœur MoDem                       | 3 869        | 8,61 %       |             |             |        |
|               | Laurent Prunier     | Ensemble, ambitieux pour Brest (UMP)      | 9 446        | 21,02 %      | 11 996      | 28,60 %     | 8      |
|               | Fortuné Pellicano   | DVD                                       | 5 234        | 11,65 %      | 4 467       | 10,72 %     | 3      |

Maire élu : François Cuillandre - Brest en marche (PS - Union de la gauche)

### Caen
- Maire sortant : Brigitte Le Brethon (UMP)

Principaux candidats
- Luc Duncombe (soutenu par le Nouveau Centre), président de la communauté d'agglomération Caen la Mer, deuxième adjoint au maire de Caen, conseiller général du canton de Caen-1
- Philippe Duron (PS), député, président de la région Basse-Normandie[120]
- Philippe Lailler (MoDem)
- Brigitte Le Brethon (UMP)

| Tête de liste | Tête de liste       | Liste                                            | Premier tour | Premier tour | Second tour | Second tour | Sièges |
| Tête de liste | Tête de liste       | Liste                                            | Voix         | %            | Voix        | %           | Nombre |
| ------------- | ------------------- | ------------------------------------------------ | ------------ | ------------ | ----------- | ----------- | ------ |
|               | Pierre Casevitz     | Lutte ouvrière                                   | 400          | 1,07 %       |             |             |        |
|               | Michel Moisan       | Caen 100 % à gauche (LCR)                        | 1 395        | 3,75 %       |             |             |        |
|               | Philippe Duron      | PS - Union de la gauche                          | 16 378       | 43,96 %      | 21 786      | 56,26 %     | 43     |
|               | Philippe Lailler    | Caen de toutes nos forces (MoDem)                | 2 801        | 7,52 %       |             |             |        |
|               | Luc Duncombe        | Donnons un souffle nouveau à Caen (NC)           | 2 515        | 6,75 %       |             |             |        |
|               | Brigitte Le Brethon | Vivons et rêvons Caen (UMP - Union de la droite) | 13 371       | 35,89 %      | 19 935      | 43,74 %     | 12     |
|               | Martine Frémont     | Caen autrement (DVD)                             | 393          | 1,05 %       |             |             |        |

Note : Au second tour, fusion au sein de "Vivons et rêvons Caen" des listes "Le Brethon" et "Duncombe".
Maire élu : Philippe Duron - (PS - Union de la gauche)

### Clermont-Ferrand
- Maire sortant : Serge Godard (PS), depuis 1997

Candidats
- Anne Courtillé (UMP)
- Michel Fanget (MoDem)
- Serge Godard (PS - Verts - PCF - LO)
- Alain Laffont (LCR - alter ekolo)

| Tête de liste | Tête de liste  | Liste                                                                        | Premier tour | Premier tour | Second tour | Second tour | Sièges |
| Tête de liste | Tête de liste  | Liste                                                                        | Voix         | %            | Voix        | %           | Nombre |
| ------------- | -------------- | ---------------------------------------------------------------------------- | ------------ | ------------ | ----------- | ----------- | ------ |
|               | Alain Laffont  | À gauche 100 % (LCR)                                                         | 5 437        | 13,81 %      | 5 627       | 15,34 %     | 4      |
|               | Serge Godard   | Vivre Clermont, réussir (PS - Union de la gauche)                            | 16 464       | 49,45 %      | 18 960      | 51,69 %     | 42     |
|               | Michel Fanget  | Bougeons la ville (MoDem)                                                    | 6 287        | 15,97 %      | 3 899       | 10,63 %     | 3      |
|               | Anne Courtillé | L'avenir à grande vitesse (UMP - MPF - CNI - Nouveau Centre - Parti radical) | 8 176        | 20,77 %      | 8 195       | 22,34 %     | 6      |

Maire élu : Serge Godard - Vivre Clermont, réussir (PS - Union de la gauche)

### Dijon
- Maire sortant : François Rebsamen (PS) depuis 2001

Candidats
- François-Xavier Dugourd (UMP)
- François Rebsamen (PS-MoDem)[123]

| Tête de liste | Tête de liste           | Liste                                                | Premier tour | Premier tour | Sièges |
| Tête de liste | Tête de liste           | Liste                                                | Voix         | %            | Nombre |
| ------------- | ----------------------- | ---------------------------------------------------- | ------------ | ------------ | ------ |
|               | René Carruge            | PT                                                   | 796          | 1,63 %       |        |
|               | Jacqueline Lambert      | LO                                                   | 508          | 1,04 %       |        |
|               | Loïc Demay              | Une vraie gauche (LCR)                               | 1 191        | 2,44 %       |        |
|               | Isabelle De Almeida     | Clairement à gauche (PCF)                            | 1 106        | 2,27 %       |        |
|               | François Rebsamen       | Dijon ensemble (PS - MoDem - Union de la gauche)     | 27 368       | 56,17 %      | 44     |
|               | François-Xavier Dugourd | Nouvelle étape pour Dijon (UMP - Union de la droite) | 17 756       | 36,44 %      | 11     |

Maire élu : François Rebsamen - Dijon ensemble (PS - MoDem - Union de la gauche) 

### Grenoble
- Maire sortant : Michel Destot (PS), maire de Grenoble depuis 1995.

Principaux candidats
- Maryvonne Boileau, conseillère municipale déléguée, liste « Grenoble 2008-2014, Écologie et Solidarité en actes ! » (Association Démocratie-Écologie-Solidarité, Les Verts et Les Alternatifs)
- Michel Destot, député de l'Isère, président de l'Association des maires de grandes villes de France (AMGVF) et du Groupement des autorités responsables de transport (GART) (PS - PCF - PRG - MRC - MoDem[124]) : la liste comprend des personnalités issues de la société civile
- Jean-Philippe Motte (GO-Citoyenneté)
- Fabien de Sans Nicolas (UMP)

|  | Jean-Pierre Doujon     | Liste ouvrière et laïque (PdT)                                | 460    | 1,03 %  |               |               |               |
|  | Catherine Brun         | Lutte ouvrière                                                | 635    | 1,43 %  |               |               |               |
|  | Mazdak Kafai           | Grenoble 100 % à gauche (LCR)                                 | 2 071  | 4,66 %  |               |               |               |
|  | Jean-Philippe Motte    | Grenoble, objectif citoyenneté (DVG)                          | 2 942  | 6,61 %  | fusion Destot | fusion Destot | fusion Destot |
|  | Michel Destot          | Grenoble, l'avenir ensemble (PS - MoDem - Union de la gauche) | 19 011 | 42,73 % | 20 959        | 48,01 %       | 44            |
|  | Maryvonne Boileau      | Écologie et solidarité (Les Verts - Les Alternatifs)          | 6 925  | 15,57 % | 9 819         | 22,49 %       | 6             |
|  | Fabien de Sans Nicolas | Grenoble, c'est vous ! (UMP - Union de la droite)             | 12 442 | 27,97 % | 12 877        | 29,50 %       | 9             |

Note : au second tour, fusion des  listes "Destot" et "Motte"
Maire élu : Michel Destot - Grenoble, l'avenir ensemble (PS - MoDem - Union de la gauche)

### Le Havre
- Maire sortant : Antoine Rufenacht (UMP), depuis 1995

Candidats :
- Éric Donfu (candidat divers gauche), ancien membre du PS, ancien adjoint au maire André Duroméa (1989-1995) et ancien conseiller municipal, liste indépendante
- Philippe Fouché-Saillenfest[126] (MNR-FN)
- Allain Guillemet (PT)
- François Leroux (LCR), liste « Le Havre 100 % à Gauche »
- Laurent Logiou[126] (PS, PRG et Verts), liste « Un Avenir Pour Les Havrais »
- Daniel Paul (PCF et MRC), liste « Le Havre ambitieux et solidaire »
- Antoine Rufenacht[126] (UMP, NC et une partie du MoDem), liste « Soyons fier d'être havrais ».

| Tête de liste | Tête de liste               | Liste                                                 | Premier tour | Premier tour | Second tour | Second tour | Sièges |
| Tête de liste | Tête de liste               | Liste                                                 | Voix         | %            | Voix        | %           | Nombre |
| ------------- | --------------------------- | ----------------------------------------------------- | ------------ | ------------ | ----------- | ----------- | ------ |
|               | Allain Guillemet            | Parti des travailleurs                                | 384          | 0,63 %       |             |             |        |
|               | François Leroux             | Le Havre 100 % à gauche (LCR)                         | 1 414        | 2,31 %       |             |             |        |
|               | Daniel Paul                 | Le Havre ambitieux et solidaire (PCF)                 | 17 870       | 29,16 %      | 28 170      | 45,26 %     | 13     |
|               | Éric Donfu                  | Le Havre est à vous (DVG)                             | 1 411        | 2,30 %       |             |             |        |
|               | Laurent Logiou              | Un avenir pour les havrais (PS - Les Verts - PRG)     | 8 500        | 13,87 %      |             |             |        |
|               | Antoine Rufenacht           | Soyons fier d'être havrais (UMP - Union de la droite) | 29 266       | 47,76 %      | 34 077      | 54,74 %     | 46     |
|               | Philippe Fouché-Saillenfest | Droite nationale (MNR)                                | 2 436        | 3,98 %       |             |             |        |

Maire élu : Antoine Rufenacht - Soyons fier d'être havrais (UMP - Union de la droite)

### Lille
- Maire sortant : Martine Aubry (PS), depuis 2001

| Tête de liste | Tête de liste    | Liste                                                               | Premier tour | Premier tour | Second tour | Second tour | Sièges |
| Tête de liste | Tête de liste    | Liste                                                               | Voix         | %            | Voix        | %           | Nombre |
| ------------- | ---------------- | ------------------------------------------------------------------- | ------------ | ------------ | ----------- | ----------- | ------ |
|               | Baudrin Nicole   | Lutte ouvrière                                                      | 1 373        | 2,32 %       |             |             |        |
|               | Jan Pauwels      | Un autre Lille est possible (soutenu par la LCR et les Alternatifs) | 2 337        | 3,95 %       |             |             |        |
|               | Martine Aubry    | L'avenir aime Lille (PS - PCF - PRG - MRC)                          | 27 202       | 46,02 %      | 35 226      | 66,56 %     | 51     |
|               | Éric Quiquet     | Lille vert Avenir (Les Verts)                                       | 6 848        | 11,58 %      |             |             |        |
|               | Étienne Forest   | Sociale démocrate Lille (MoDem dissident - PRG dissident)           | 642          | 1,09 %       |             |             |        |
|               | Jacques Richir   | Le Nouvel Engagement (MoDem)                                        | 4 603        | 7,79 %Fusion |             |             |        |
|               | Sébastien Huyghe | Le Lillois qui gagne (UMP)                                          | 12 791       | 21,64 %      | 17 700      | 33,44 %     | 10     |
|               | Éric Dillies     | Lille emploi, sécurité... (FN)                                      | 3 317        | 5,69 %       |             |             |        |

Note : fusion PS - Les Verts - Union de la gauche - MoDem.
Maire élue : Martine Aubry - L'avenir aime Lille (PS - PCF - PRG - MRC)

### Limoges
- Maire sortant : Alain Rodet (PS), depuis 1990

Candidats
- Jean-Jacques Bélézy (MoDem), conseiller municipal et régional.
- Daniel Clérembaux (LCR) a obtenu 6,99 % des voix (3348 voix) soit 2 sièges.
- Cyril Cognéras (Verts).
- Camille Geutier (UMP), conseiller municipal sortant.
- Alain Rodet (PS - PCF - ADS - Limoges Écologie), maire sortant.
- Claudine Roussie (LO).

| Tête de liste | Tête de liste       | Liste                                                       | Premier tour | Premier tour | Sièges |
| Tête de liste | Tête de liste       | Liste                                                       | Voix         | %            | Nombre |
| ------------- | ------------------- | ----------------------------------------------------------- | ------------ | ------------ | ------ |
|               | Claudine Roussie    | Lutte ouvrière                                              | 938          | 1,96 %       |        |
|               | Daniel Clérembaux   | 100 % à gauche - LCR                                        | 3 348        | 6,99 %       | 2      |
|               | Alain Rodet         | Grand Limoges (PS - PCF - PRG - MRC-ADS - Div. Ecologistes) | 27 057       | 56,45 %      | 44     |
|               | Cyril Cognéras      | Les Verts                                                   | 2 546        | 5,21 %       | 1      |
|               | Jean-Jacques Bélézy | Limoges-Démocrate (MoDem)                                   | 4 054        | 8,46 %       | 2      |
|               | Camille Geutier     | Limoges en bleu, Limoges en mieux (UMP-NC)                  | 9 988        | 20,84 %      | 6      |

Maire élu : Alain Rodet - Grand Limoges (PS - PCF - PRG - MRC-ADS - Div. Ecologistes)

### Lyon
- Maire sortant : Gérard Collomb (PS), depuis 2001, sénateur du Rhône

Candidats :
- Gérard Collomb (PS), candidat dans le 9e arrondissement - Sénateur, Président de la Communauté urbaine de Lyon, maire sortant
- Eric Lafond (Cap21-MoDem)[132]
- André Morin (FN)[133]
- Dominique Perben (UMP), candidat dans le 3e arrondissement, député de la 4e circonscription du Rhône, président de la fédération UMP du Rhône

| Tête de liste | Tête de liste    | Partis                             | Premier tour | Premier tour | Second tour | Second tour | Sièges | Sièges |
| Tête de liste | Tête de liste    | Partis                             | Voix         | %            | Voix        | %           | Nombre | %      |
| ------------- | ---------------- | ---------------------------------- | ------------ | ------------ | ----------- | ----------- | ------ | ------ |
|               | Gérard Collomb   | PS - PCF - Verts - PRG - MRC - DVG | 80 236       | 53,07 %      | 20 190      | 50,14 %     | 54     | 73,97  |
|               | Dominique Perben | UMP - DVD - MPF - NC               | 45 551       | 30,13 %      | 20 077      | 49,86 %     | 19     | 26,03  |
|               | Eric Lafond      | MoDem                              | 9 101        | 6,02 %       |             |             |        |        |
|               | Inconnu          | AUDACES! (+ IdéaLyon)              | 7 652        | 5,06 %       |             |             |        |        |
|               | André Morin      | FN                                 | 6 277        | 4,15 %       |             |             |        |        |
|               | Inconnu          | Lutte ouvrière                     | 1 188        | 0,79 %       |             |             |        |        |
|               |                  | Autres                             | 1 183        | 0,78 %       |             |             |        |        |
| Total         | Total            | Total                              | 151 188      | 100 %        | 40 268      | 100 %       | 73     | 100    |

| Arrondissement | Arrondissement | Premier tour             | Premier tour             | Premier tour   | Premier tour     | Second tour                     | Second tour                     | Second tour                     | Second tour                     | Total | Maire élu(e)            |
| Arrondissement | Arrondissement | PS-PCF-Verts PRG-MRC-DVG | PS-PCF-Verts PRG-MRC-DVG | UMP-NC DVD-MPF | UMP-NC DVD-MPF   | PS-PCF-Verts PRG-MRC-DVG        | PS-PCF-Verts PRG-MRC-DVG        | UMP-NC DVD-MPF                  | UMP-NC DVD-MPF                  | Total | Maire élu(e)            |
| Arrondissement | Arrondissement | %                        | Nombre de sièges         | %              | Nombre de sièges | %                               | Nombre de sièges                | %                               | Nombre de sièges                | Total | Maire élu(e)            |
| -------------- | -------------- | ------------------------ | ------------------------ | -------------- | ---------------- | ------------------------------- | ------------------------------- | ------------------------------- | ------------------------------- | ----- | ----------------------- |
|                | 1er            | 58,69 %                  | 4                        | 18,52 %        | 0                | Liste élue dès le premier tour. | Liste élue dès le premier tour. | Liste élue dès le premier tour. | Liste élue dès le premier tour. | 4     | Nathalie Perrin-Gilbert |
|                | 2e             | 38,62 %                  | -                        | 45,82 %        | -                | 41,81 %                         | 1                               | 58,19 %                         | 4                               | 5     | Denis Broliquier        |
|                | 3e             | 52,82 %                  | 10                       | 30,02 %        | 2                | Liste élue dès le premier tour. | Liste élue dès le premier tour. | Liste élue dès le premier tour. | Liste élue dès le premier tour. | 12    | Thierry Philip          |
|                | 4e             | 49,55 %                  | -                        | 30,82 %        | -                | 60,95 %                         | 4                               | 39,05 %                         | 1                               | 5     | Dominique Bolliet       |
|                | 5e             | 53,09 %                  | 7                        | 33,45 %        | 1                | Liste élue dès le premier tour. | Liste élue dès le premier tour. | Liste élue dès le premier tour. | Liste élue dès le premier tour. | 8     | Alexandrine Pesson      |
|                | 6e             | 43,32 %                  | -                        | 45,38 %        | -                | 46,64 %                         | 2                               | 53,36 %                         | 7                               | 9     | Laurence Balas          |
|                | 7e             | 57,99 %                  | 8                        | 23,01 %        | 1                | Liste élue dès le premier tour. | Liste élue dès le premier tour. | Liste élue dès le premier tour. | Liste élue dès le premier tour. | 9     | Jean-Pierre Flaconneche |
|                | 8e             | 58,35 %                  | 10                       | 24,08 %        | 2                | Liste élue dès le premier tour. | Liste élue dès le premier tour. | Liste élue dès le premier tour. | Liste élue dès le premier tour. | 12    | Jean-Louis Touraine     |
|                | 9e             | 63,13 %                  | 8                        | 19,81 %        | 1                | Liste élue dès le premier tour. | Liste élue dès le premier tour. | Liste élue dès le premier tour. | Liste élue dès le premier tour. | 9     | Gérard Collomb          |
| Total          | Total          | 53,07 %                  | -                        | 30,13 %        | -                | 50,14 %                         | 54                              | 49,86                           | 19                              | 73    | Gérard Collomb          |

Commentaire : À Lyon, dans 6 arrondissements (1er, 3ème, 5ème, 7ème, 8ème & 9ème), une liste est élue dès le premier tour et dans chaque arrondissement où une liste est élue au 1er tour, c'est une liste d'Union de la Gauche (Liste Collomb) qui l'emporte.
Maire élu : Gérard Collomb (PS)

### Le Mans
- Maire sortant : Jean-Claude Boulard (PS), depuis 2001, président de Le Mans Métropole

Candidats :
- Jean-Claude Boulard, 64 ans (PS - PCF - Verts) : liste « Continuons Le Mans pour tous »
- Yves Cheere (LO), 51 ans[134]
- Jean-Pierre Dailly (PT) : "Liste pour la défense et la reconquête des acquis sociaux et des services publics, pour la rupture avec l'Union européenne" présentée par le "comité pour un parti ouvrier indépendant"[135]
- Dominique Fanal, 51 ans, (MoDem - PRG) : liste « Le Mans démocrate », chef d'orchestre, première candidature à une élection
- Véronique Rivron, 59 ans (UMP) : conseillère municipale et communautaire depuis 2001
- Frédéric Madelin, 31 ans (« Radicalement à gauche ») : liste unitaire de la gauche anticapitaliste, féministe, écologiste, anti-raciste avec la LCR, la Gauche Alternative, l'ex-MGP, les JCR, des militants associatifs, des syndicalistes, etc.).

| Tête de liste | Tête de liste       | Liste                                                  | Premier tour | Premier tour | Sièges |
| Tête de liste | Tête de liste       | Liste                                                  | Voix         | %            | Nombre |
| ------------- | ------------------- | ------------------------------------------------------ | ------------ | ------------ | ------ |
|               | Jean-Pierre Dailly  | Parti des travailleurs                                 | 859          | 1,74 %       |        |
|               | Yves Cheere         | Lutte ouvrière                                         | 1 111        | 2,25 %       |        |
|               | Frédéric Madelin    | Radicalement à gauche (LCR)                            | 2 321        | 4,69 %       |        |
|               | Jean-Claude Boulard | Continuons Le Mans pour tous (PS - Union de la gauche) | 29 126       | 58,90 %      | 45     |
|               | Dominique Fanal     | Le Mans démocrate (MoDem)                              | 3 049        | 6,17 %       | 1      |
|               | Véronique Rivron    | Ensemble, aimons Le Mans (UMP - Union de la droite)    | 12 984       | 26,26 %      | 8      |

Maire élu : Jean-Claude Boulard - Continuons Le Mans pour tous (PS - Union de la gauche)

### Marseille
- Maire sortant : Jean-Claude Gaudin (UMP) depuis 1995

Candidats :
- Jean-Luc Bennahmias (MoDem), Député européen Verts[136]
- Armelle Chevassu, Marseille Contre Attaque à Gauche[137], candidate dans les 1er et 7e arrondissements
- Jean-Claude Gaudin (UMP), candidat dans les 6e / 8e arrondissements, sénateur, président de la Communauté urbaine Marseille Provence Métropole, maire sortant
- Jean-Noël Guérini (PS), candidat dans les 4e / 5e arrondissements, sénateur, président du Conseil général des Bouches-du-Rhône, conseiller municipal de Marseille.
- Bruno Mégret (MNR), candidat dans les 13e / 14e arrondissements[138]. Il a annoncé le 13 février qu'il ne sera finalement pas candidat « pour des raisons financières ». Le MNR ne présentera qu'une seule liste à Marseille, dans le 3e secteur[139].
- Stéphane Ravier (FN), candidat dans les 13e / 14e arrondissements.

| Tête de liste  | Tête de liste       | Partis                            | Premier tour | Premier tour | Second tour | Second tour | Sièges | Sièges  |
| Tête de liste  | Tête de liste       | Partis                            | Voix         | %            | Voix        | %           | Nombre | %       |
| -------------- | ------------------- | --------------------------------- | ------------ | ------------ | ----------- | ----------- | ------ | ------- |
|                | Jean-Claude Gaudin  | UMP                               | 109 930      | 41,03 %      | 100 509     | 50,42 %     | 51     | 50,50 % |
|                | Jean-Noël Guérini   | PS - PCF - Verts - PRG - LO - MRC | 104 876      | 39,14 %      | 95 183      | 47,75 %     | 49     | 48,51 % |
|                | Stéphane Ravier     | FN                                | 23 475       | 8,76 %       | 3 642       | 1,83 %      | 1      | 0,99 %  |
|                | Jean-Luc Bennahmias | MoDem                             | 14 844       | 5,54 %       |             |             |        |         |
|                | Armelle Chevassu    | LCR - GAL                         | 12 914       | 4,82 %       |             |             |        |         |
|                |                     | Autres                            | 1 911        | 0,71 %       |             |             |        |         |
| Inscrits       | Inscrits            | Inscrits                          | 474 806      | 100 %        | 322 453     | 100 %       | 101    | 100     |
| Abstention     | Abstention          | Abstention                        | 200 655      | 42,26 %      | 117 628     | 36,48 %     |        |         |
| Votants        | Votants             | Votants                           | 274 151      | 57,74 %      | 204 825     | 63,52 %     |        |         |
| Blancs et nuls | Blancs et nuls      | Blancs et nuls                    | 6 201        | 2,26 %       | 5 491       | 2,68 %      |        |         |
| Exprimés       | Exprimés            | Exprimés                          | 267 950      | 97,74 %      | 199 334     | 97,32 %     |        |         |

Note : à la suite de la fusion des listes MoDem avec les listes menées par le Parti socialiste 
entre les deux tours, LO a décidé de retirer ses candidats des listes d'union de la gauche.
| Secteur | Secteur | Maire élu         | Maire élu | Sièges pour | Sièges pour     | Sièges pour | Total |
| Secteur | Secteur | Elu               | Parti     | UMP         | PS-PCF Verts-MD | FN          | Total |
| ------- | ------- | ----------------- | --------- | ----------- | --------------- | ----------- | ----- |
|         | Ier     | Patrick Mennucci  | PS        | 2           | 9               | 0           | 11    |
|         | 2e      | Lisette Narducci  | PS        | 1           | 7               | 0           | 8     |
|         | 3e      | Bruno Gilles      | UMP       | 9           | 2               | 0           | 11    |
|         | 4e      | Dominique Tian    | UMP       | 13          | 2               | 0           | 15    |
|         | 5e      | Guy Teissier      | UMP       | 12          | 3               | 0           | 15    |
|         | 6e      | Robert Assante    | NC        | 10          | 3               | 0           | 13    |
|         | 7e      | Georges Hovsepian | PS        | 3           | 13              | 0           | 16    |
|         | 8e      | Samia Ghali       | PS        | 1           | 10              | 1           | 12    |
| Total   | Total   | Total             | Total     | 51          | 49              | 1           | 101   |

Maire élu : Jean-Claude Gaudin (UMP)

### Metz
- Maire sortant : Jean-Marie Rausch depuis 1971

Principaux candidats
- Dominique Gros (PS, liste de la gauche PS/Verts/PCF avec des membres de la société civile et du MoDem) : conseiller général de la Moselle
- Nathalie Griesbeck (MoDem) : conseillère général de la Moselle et députée européenne
- Emmanuel Lebeau (DVD) [141]
- Jean-Marie Rausch, (DVD)
- Marie-Jo Zimmermann (UMP)[142] : députée de la Moselle et conseillère régionale

| Tête de liste | Tête de liste         | Liste                                                    | Premier tour | Premier tour | Second tour | Second tour | Sièges |
| Tête de liste | Tête de liste         | Liste                                                    | Voix         | %            | Voix        | %           | Nombre |
| ------------- | --------------------- | -------------------------------------------------------- | ------------ | ------------ | ----------- | ----------- | ------ |
|               | Christian Bonnet      | Défense des droits de la population (PT)                 | 211          | 0,59 %       |             |             |        |
|               | Mario Rinaldi         | Lutte ouvrière                                           | 482          | 1,34 %       |             |             |        |
|               | Odile Vincent-Falquet | LCR                                                      | 1 035        | 2,87 %       |             |             |        |
|               | Dominique Gros        | Ensemble pour l'avenir de Metz (PS - Union de la gauche) | 12 260       | 34,04 %      | 18 111      | 48,28 %     | 41     |
|               | Nathalie Griesbeck    | MoDem                                                    | 5 289        | 14,69 %      | Fusion      |             |        |
|               | Jean-Marie Rausch     | Un destin pour Metz (DVD)                                | 8 700        | 24,16 %      | 10 283      | 27,41 %     | 7      |
|               | Emmanuel Lebeau       | Metz2008.com (DVD)                                       | 2 027        | 5,63 %       | Fusion      |             |        |
|               | Marie-Jo Zimmermann   | Metz pour vous et avec vous (UMP)                        | 6 008        | 16,68 %      | 9 118       | 24,31 %     | 7      |

Note : à la suite de la fusion des listes « Zimmermann », « Griesbeck » et « Lebeau » entre les deux tours, l'UMP a retiré l'investiture officielle à la liste conduite par Marie-Jo Zimmermann pour soutenir celle conduite par Jean-Marie Rausch,.
Maire élu : Dominique Gros - Ensemble pour l'avenir de Metz (PS - Union de la gauche)

### Montpellier
- Maire sortant : Hélène Mandroux (PS), depuis 2004

Principaux candidats
- Maurice Chaynes (LO)
- Jacques Domergue (UMP), député de la première circonscription de l'Hérault
- Georges Fandos, (Cap21-MoDem)
- Alain Jamet (FN), conseiller régional
- Hélène Mandroux (PS), maire sortante depuis 2004
- Jean-Louis Roumégas (Les Verts), conseiller municipal sortant
- Francis Viguié (LCR)

|               |                     |                                                            |              |              |             |             |        |  |  |
| Tête de liste | Tête de liste       | Liste                                                      | Premier tour | Premier tour | Second tour | Second tour | Sièges |  |  |
| Tête de liste | Tête de liste       | Liste                                                      | Voix         | %            | Voix        | %           | Nombre |  |  |
|               | Jean-Pierre Sparfel | Rupture avec l'Union européenne (PT)                       | 289          | 0,41 %       |             |             |        |  |  |
|               | Maurice Chaynes     | LO                                                         | 757          | 1,06 %       |             |             |        |  |  |
|               | Francis Viguié      | Montpellier vraiment à gauche (LCR)                        | 3 890        | 5,46 %       | Fusion      |             |        |  |  |
|               | Hélène Mandroux     | Vivre une nouvelle ville (PS - Union de la gauche - MoDem) | 33 553       | 47,11 %      | 36 343      | 51,88 %     | 47     |  |  |
|               | Jean-Louis Roumégas | Montpellier a besoin des Verts (Les Verts)                 | 7 923        | 11,12 %      | 13 042      | 18,62 %     | 5      |  |  |
|               | Georges Fandos      | Montpellier démocrates écologistes (Cap 21)                | 2 455        | 3,45 %       |             |             |        |  |  |
|               | Jacques Domergue    | Changeons d'air (UMP)                                      | 18 608       | 26,13 %      | 20 664      | 29,50 %     | 9      |  |  |
|               | Alain Jamet         | Montpellier fait front (FN)                                | 3 749        | 5,29 %       |             |             |        |  |  |

Maire élue : Hélène Mandroux - Vivre une nouvelle ville (PS - UG - MoDem)

### Montreuil
- Maire sortant : Jean-Pierre Brard, depuis 1984

Principaux candidats
- Mireille Alphonse (MoDem)[146]
- Jean-Pierre Brard (apparenté PCF, soutenu par le PS mais en contradiction avec le vote des militants de la section PS de Montreuil[16],[17]), adjoint au maire en 1971, 1er adjoint en 1977, maire depuis 1984 et député de la septième circonscription de la Seine-Saint-Denis depuis 1988.
- François Mailloux (« Ensemble contre la régression sociale et pour les solidarités »), liste constituée par des militants associatifs, syndicaux et politiques de Montreuil, soutenue par la LCR.
- Aminata Konaté (apparentée UMP)[147], 29 ans, responsable jeunesse (depuis 2002) du Haut Conseil des Maliens de France.
- Dominique Voynet (liste « Montreuil, vraiment ! », composée de militants des Verts, du PS, d'autres partis de gauche et de militants du monde associatif et de la société civile), ministre de l'Aménagement du territoire et de l'Environnement de juin 1997 à juillet 2001, sénatrice de la Seine-Saint-Denis depuis septembre 2004. Président du Comité de soutien : Stéphane Sanseverino.

| Tête de liste | Tête de liste     | Liste                                                   | Premier tour | Premier tour | Second tour | Second tour | Sièges |
| Tête de liste | Tête de liste     | Liste                                                   | Voix         | %            | Voix        | %           | Nombre |
| ------------- | ----------------- | ------------------------------------------------------- | ------------ | ------------ | ----------- | ----------- | ------ |
|               | Christel Keiser   | Parti des travailleurs                                  | 359          | 1,33 %       |             |             |        |
|               | Bernard Combes    | Lutte ouvrière                                          | 505          | 1,88 %       |             |             |        |
|               | François Mailloux | Ensemble contre la régression sociale (LCR)             | 1 694        | 6,29 %       |             |             |        |
|               | Jean-Pierre Brard | Montreuil en plein élan (app. PCF - Union de la gauche) | 10 612       | 39,42 %      | 12 230      | 45,81 %     | 12     |
|               | Dominique Voynet  | Montreuil, vraiment ! (Les Verts)                       | 8 741        | 32,47 %      | 14 468      | 54,19 %     | 41     |
|               | Mireille Alphonse | Le renouveau démocrate (MoDem)                          | 1 340        | 4,98 %       |             |             |        |
|               | Monique Clastres  | Ensemble pour Montreuil (DVD)                           | 1 078        | 4,00 %       |             |             |        |
|               | Aminata Konaté    | UMP - Union de la droite                                | 2 591        | 9,62 %       |             |             |        |

Maire élue : Dominique Voynet - Montreuil, vraiment ! (Les Verts)

### Mulhouse
- Maire sortant : Jean-Marie Bockel (La Gauche moderne, ex-PS)

Principaux candidats
- Patrick Binder (FN), conseiller régional d'Alsace[148]
- Jean-Marie Bockel (La Gauche moderne), maire sortant, secrétaire d'État chargé de la Coopération et de la Francophonie, soutenu par l'UMP[148]
- Gérard Freulet (MPF), conseiller municipal, tête de liste MNR lors de l'élection municipale de 2001.
- Pierre Freyburger (PS), ancien adjoint au maire, conseiller général du canton de Mulhouse ouest. Liste soutenue par le PCF
- Françoise Ruch (ex-LO), liste d'« Union 68 pour construire un nouveau parti anticapitaliste ouvrier révolutionnaire » et de la LCR[149]
- Djamila Sonzogni (Verts), conseillère municipale et régionale, liste « Mulhouse en Vert et à Gauche, pour une Ville Verte et Solidaire »

| Tête de liste | Tête de liste     | Liste                                                           | Premier tour | Premier tour | Second tour | Second tour | Sièges |
| Tête de liste | Tête de liste     | Liste                                                           | Voix         | %            | Voix        | %           | Nombre |
| ------------- | ----------------- | --------------------------------------------------------------- | ------------ | ------------ | ----------- | ----------- | ------ |
|               | Julien Wostyn     | Lutte ouvrière                                                  | 442          | 1,64 %       |             |             |        |
|               | Françoise Ruch    | Mulhouse résistance sociale (LCR)                               | 810          | 3,01 %       |             |             |        |
|               | Pierre Freyburger | Un nouveau souffle pour Mulhouse (PS - Union de la gauche)      | 8 690        | 32,34 %      | 12 098      | 42,57 %     | 11     |
|               | Djamila Sonzogni  | Mulhouse en Vert et à gauche (Les Verts)                        | 1 233        | 4,59 %       |             |             |        |
|               | Jean-Marie Bockel | Pour Mulhouse ensemble (La Gauche moderne - Union de la droite) | 10 845       | 40,35 %      | 12 266      | 43,16 %     | 40     |
|               | Gérard Freulet    | Mulhouse plus fort (MPF)                                        | 2 082        | 7,75 %       |             |             |        |
|               | Patrick Binder    | Le rassemblement des mulhousiens (FN)                           | 2 772        | 10,31 %      | 4 054       | 14,27 %     | 4      |

Maire élu : Jean-Marie Bockel - Pour Mulhouse ensemble (La Gauche moderne - Union de la droite)

### Nancy
- Maire sortant : André Rossinot (Parti radical), depuis 1983.

Principaux candidats
- Nicole Creusot (PS)
- Françoise Hervé, chef de file se revendiquant « apolitique » de « Victoire pour Nancy », soutenue par le MoDem
- André Rossinot (Parti Radical) soutenu par l'UMP, maire sortant.

| Tête de liste | Tête de liste       | Liste                                           | Premier tour | Premier tour | Second tour | Second tour | Sièges |
| Tête de liste | Tête de liste       | Liste                                           | Voix         | %            | Voix        | %           | Nombre |
| ------------- | ------------------- | ----------------------------------------------- | ------------ | ------------ | ----------- | ----------- | ------ |
|               | Christiane Nimsgern | Lutte ouvrière                                  | 706          | 2,60 %       |             |             |        |
|               | Stéphane Thomas     | Alternative 100 % à gauche (LCR)                | 2 030        | 7,48 %       |             |             |        |
|               | Nicole Creusot      | Les nancéiens au cœur (PS - Union de la gauche) | 7 603        | 28,02 %      | 10 506      | 40,56 %     | 11     |
|               | Françoise Hervé     | La ville rassemblée (MoDem)                     | 3 995        | 14,72 %      | 2 255       | 8,71 %      | 2      |
|               | André Rossinot      | Nancy Passions (PR - Union de la droite)        | 12 803       | 47,18 %      | 13 142      | 50,74 %     | 42     |

Maire élu : André Rossinot - Nancy Passions (PR - Union de la droite)

### Nantes
- Maire sortant : Jean-Marc Ayrault (PS), depuis 1989, député

Principaux candidats
- Jean-Marc Ayrault[150] (PS), président de la Communauté urbaine Nantes Métropole depuis 2002, député de la Troisième circonscription de la Loire-Atlantique depuis 1988, candidat de la gauche (PS, PRG, MRC, Alternatifs, Les Verts, PCF, UDB).
- Benoît Blineau[150] (MoDem), conseiller municipal depuis 2001
- Hélène Defrance[150] (LO), conseillère municipale d'opposition depuis 2001
- Sophie Jozan[150] (UMP), conseillère municipale d'opposition depuis 2001

| Tête de liste | Tête de liste     | Liste                                    | Premier tour | Premier tour | Sièges |
| Tête de liste | Tête de liste     | Liste                                    | Voix         | %            | Nombre |
| ------------- | ----------------- | ---------------------------------------- | ------------ | ------------ | ------ |
|               | Jean-Pierre Breus | Nantes démocratie (PT)                   | 890          | 0,90 %       |        |
|               | Hélène Defrance   | Lutte ouvrière                           | 1 471        | 1,48 %       |        |
|               | Thierry Fourage   | Nantes à gauche toute (LCR)              | 3 710        | 3,74 %       |        |
|               | Pierre Combarnous | Culture(s) à Nantes (DVG)                | 1 789        | 1,80 %       |        |
|               | Jean-Marc Ayrault | Nantes et plus (PS - Union de la gauche) | 55 333       | 55,71 %      | 53     |
|               | Benoît Blineau    | Nantes démocrate 2008 (MoDem)            | 6 433        | 6,48 %       | 2      |
|               | Sophie Jozan      | UMP - Union de la droite                 | 29 698       | 29,90 %      | 10     |

Maire élu : Jean-Marc Ayrault - Nantes et plus (PS - Union de la gauche)

### Nice
- Maire sortant : Jacques Peyrat (UMP), depuis 1995, sénateur

Candidats
- Patrick Allemand (PS), 1er vice-président du conseil régional de Provence-Alpes-Côte d'Azur, conseiller général[151]
- Pierre Boticelli (Sans étiquette)
- Hervé Caël (MoDem), liste Nice arc-en-ciel (MEI-MoDem-PRG), cette liste d'union présente également six candidats communs pour les cantonales (cantons de Nice 1, 2, 4, 6, 9, 13)
- Bruno Della-Sudda (Les Alternatifs - LCR)
- Christian Estrosi (UMP), secrétaire d'état à l'Outre-Mer, président du Conseil général des Alpes-Maritimes, investi par l'UMP[152]
- Patrick Mottard (Divers gauche), conseiller général, conseiller municipal.
- Jacques Peyrat (Entente républicaine - UMP dissident), sénateur des Alpes-Maritimes, maire sortant, président de la CANCA, soutenu par Alain Roullier (Ligue pour la restauration des libertés niçoises)[153]
- Lydia Schénardi[154] (FN), député européenne.
- Philippe Vardon (Nissa Rebela - Bloc identitaire - MNR).

| Tête de liste | Tête de liste     | Liste                                   | Premier tour | Premier tour | Second tour | Second tour | Sièges |
| Tête de liste | Tête de liste     | Liste                                   | Voix         | %            | Voix        | %           | Nombre |
| ------------- | ----------------- | --------------------------------------- | ------------ | ------------ | ----------- | ----------- | ------ |
|               | Bruno Della-Sudda | Nice citoyenne (Les Alternatifs - LCR)  | 2 413        | 1,98 %       |             |             |        |
|               | Patrick Mottard   | Nice autrement (DVG)                    | 7 887        | 6,48 %       |             |             |        |
|               | Patrick Allemand  | Changer d'ère (PS - Union de la gauche) | 27 141       | 22,30 %      | 41 561      | 33,17 %     | 11     |
|               | Hervé Caël        | Nice arc-en-ciel (MoDem)                | 3 781        | 3,11 %       |             |             |        |
|               | Christian Estrosi | Nice ensemble (UMP)                     | 43 576       | 35,80 %      | 51 792      | 41,33 %     | 49     |
|               | Jacques Peyrat    | Entente républicaine (UMP diss.)        | 28 161       | 23,14 %      | 31 952      | 25,50 %     | 9      |
|               | Lydia Schénardi   | Nice d'abord (FN)                       | 5 068        | 4,16 %       |             |             |        |
|               | Philippe Vardon   | N.I.S.S.A (Nissa Rebela - MNR)          | 3 686        | 3,03 %       |             |             |        |

Maire élu : Christian Estrosi - Nice ensemble (UMP)

### Nîmes
- Maire sortant : Jean-Paul Fournier (UMP), depuis 2001

Principaux candidats
- Philippe Berta (MoDem), ancien président de l'université de Nîmes
- Jean-Paul Fournier (UMP-NC), conseiller général du Gard, président de Nîmes-Métropole
- Bernard Casaurang (PS)[155], conseiller général du Gard
- Alain Clary, (PCF)[156], conseiller général du Gard, maire de Nîmes de 1995 à 2001
- Silvain Pastor (Les Verts), conseiller régional
- Lucien Ruty (FN)

| Tête de liste | Tête de liste        | Liste                                    | Premier tour | Premier tour | Second tour | Second tour | Sièges |
| Tête de liste | Tête de liste        | Liste                                    | Voix         | %            | Voix        | %           | Nombre |
| ------------- | -------------------- | ---------------------------------------- | ------------ | ------------ | ----------- | ----------- | ------ |
|               | Kristine Charmasson  | Nîmes, luttes, solidarité (EXG)          | 1 279        | 2,80 %       |             |             |        |
|               | Alain Clary          | Nîmes en mouvement (PCF)                 | 9 946        | 21,78 %      | 22 630      | 45,69 %     | 12     |
|               | Jean-François Détrie | Nîmes écologie - citoyens (DVG)          | 999          | 2,19 %       |             |             |        |
|               | Bernard Casaurang    | Nîmes solidarités (PS)                   | 6 243        | 13,67 %      | Fusion      |             |        |
|               | Silvain Pastor       | Nîmes avenir écologie (Les Verts)        | 1 830        | 4,01 %       |             |             |        |
|               | Philippe Berta       | Être ensemble (MoDem)                    | 3 983        | 8,72 %       |             |             |        |
|               | Jean-Paul Fournier   | Nîmes en tête (UMP - Union de la droite) | 18 165       | 39,78 %      | 26 896      | 54,31 %     | 43     |
|               | Lucien Ruty          | Nîmes fait front (FN)                    | 3 220        | 7,05 %       |             |             |        |

Maire élu : Jean-Paul Fournier - Nîmes en tête (UMP - Union de la droite)

### Orléans
- Maire sortant : Serge Grouard (UMP), depuis 2001

Candidats
- Serge Grouard (UMP), maire sortant, haut fonctionnaire et député du Loiret.
- Farida Megdoud (LO)
- Raynaldo Ruiz (LCR)
- Jean-Pierre Sueur (PS), soutenu par le PCF, les Verts et le MRC, maire de 1989 à 2001, maître de conférences et sénateur du Loiret.

| Tête de liste | Tête de liste     | Liste                                            | Premier tour | Premier tour | Second tour | Second tour | Sièges |
| Tête de liste | Tête de liste     | Liste                                            | Voix         | %            | Voix        | %           | Nombre |
| ------------- | ----------------- | ------------------------------------------------ | ------------ | ------------ | ----------- | ----------- | ------ |
|               | Farida Megdoud    | Lutte ouvrière                                   | 625          | 1,79 %       |             |             |        |
|               | Raynaldo Ruiz     | Orléans 100 % à gauche (LCR)                     | 1 299        | 3,72 %       |             |             |        |
|               | Jean-Pierre Sueur | Orléans gagnant (PS - Union de la gauche)        | 15 749       | 45,06 %      | 18 257      | 48,63 %     | 13     |
|               | Serge Grouard     | Orléans passionnément (UMP - Union de la droite) | 17 279       | 49,44 %      | 19 288      | 51,37 %     | 42     |

Maire élu : Serge Grouard - Orléans passionnément (UMP - Union de la droite)

### Paris
- Maire sortant : Bertrand Delanoë (PS), depuis 2001

Candidats :
- Denis Baupin (Les Verts) [158]
- Martial Bild (FN)[159]
- Bertrand Delanoë (PS) a annoncé, dans un entretien paru dans le journal Le Parisien - Aujourd'hui en France sa candidature pour un dernier mandat aux municipales de 2008[160]. Il est soutenu par le PCF et le MRC.
- Françoise de Panafieu (UMP), députée, a été élue au second tour par son parti le 28 février 2006 tête de liste, face à Claude Goasguen, Pierre Lellouche et Jean Tiberi. Elle avait obtenu le ralliement de ses rivaux devenant ainsi la candidate de l'Union pour un mouvement populaire.
- Marielle de Sarnez (MoDem)[158]

| Arrondissement | Arrondissement | Maire élu             | Maire élu | Maire élu              | Sièges pour     | Sièges pour | Sièges pour   | Sièges pour | Total |
| Arrondissement | Arrondissement | Elu                   | Parti     | Parti                  | PS-PCF- PRG-MRC | MoDem       | Divers Droite | UMP         | Total |
| -------------- | -------------- | --------------------- | --------- | ---------------------- | --------------- | ----------- | ------------- | ----------- | ----- |
|                | 1er            | Jean-François Legaret |           | (UMP)                  | 1               | 0           | 0             | 2           | 3     |
|                | 2e             | Jacques Boutault      |           | (Verts)                | 3               | 0           | 0             | 0           | 3     |
|                | 3e             | Pierre Aidenbaum      |           | (PS-PCF-PRG-MRC)       | 3               | 0           | 0             | 0           | 3     |
|                | 4e             | Dominique Bertinotti  |           | (PS)                   | 2               | 0           | 0             | 1           | 3     |
|                | 5e             | Jean Tiberi           |           | (UMP)                  | 1               | 0           | 0             | 3           | 4     |
|                | 6e             | Jean-Pierre Lecoq     |           | (UMP)                  | 1               | 0           | 0             | 2           | 3     |
|                | 7e             | Rachida Dati          |           | (UMP)                  | 0               | 0           | 0             | 5           | 5     |
|                | 8e             | François Lebel        |           | (DVD)                  | 0               | 0           | 1             | 2           | 3     |
|                | 9e             | Jacques Bravo         |           | (PS)                   | 3               | 0           | 0             | 1           | 4     |
|                | 10e            | Rémi Féraud           |           | (PS-Verts-PCF-PRG-MRC) | 5               | 0           | 0             | 1           | 6     |
|                | 11e            | Patrick Bloche        |           | (PS-PCF-PRG-MRC)       | 10              | 0           | 0             | 1           | 11    |
|                | 12e            | Michèle Blumenthal    |           | (PS)                   | 8               | 0           | 0             | 2           | 10    |
|                | 13e            | Jérôme Coumet         |           | (PS)                   | 11              | 0           | 0             | 2           | 13    |
|                | 14e            | Pierre Castagnou      |           | (PS)                   | 8               | 1           | 0             | 1           | 10    |
|                | 15e            | Philippe Goujon       |           | (UMP)                  | 4               | 0           | 0             | 13          | 17    |
|                | 16e            | Claude Goasguen       |           | (UMP)                  | 1               | 0           | 1             | 11          | 13    |
|                | 17e            | Françoise de Panafieu |           | (UMP)                  | 3               | 0           | 0             | 10          | 13    |
|                | 18e            | Daniel Vaillant       |           | (PS)                   | 12              | 0           | 0             | 2           | 14    |
|                | 19e            | Roger Madec           |           | (PS-PCF-PRG-MRC)       | 10              | 0           | 0             | 2           | 12    |
|                | 20e            | Frédérique Calandra   |           | (PS)                   | 13              | 0           | 0             | 0           | 13    |
| Total          | Total          | Total                 | Total     | Total                  | 99              | 1           | 2             | 61          | 163   |

Maire élu : Bertrand Delanoë (PS)

### Perpignan
- Maire sortant : Jean-Paul Alduy (UMP), depuis 1993, sénateur

Principaux candidats
- Jean-Paul Alduy (UMP), maire sortant, sénateur
- Louis Aliot (FN)
- Jacqueline Amiel-Donat (PS), agrégée de droit et avocate
- Clotilde Ripoull (MoDem), normalienne, agrégée d'économie et de gestion

| Tête de liste | Tête de liste          | Liste                    | Premier tour | Premier tour | Second tour | Second tour | Sièges |
| Tête de liste | Tête de liste          | Liste                    | Voix         | %            | Voix        | %           | Nombre |
| ------------- | ---------------------- | ------------------------ | ------------ | ------------ | ----------- | ----------- | ------ |
|               | Michaël Cufi           | LCR                      | 1 854        | 5,02 %       |             |             |        |
|               | Jean Codognès          | DVG                      | 5 591        | 15,12 %      | Fusion      |             |        |
|               | Jacqueline Amiel-Donat | PS                       | 7 454        | 20,16 %      | 18 498      | 44,11 %     | 12     |
|               | Clotilde Ripoull       | MoDem                    | 3 154        | 8,53 %       | Fusion      |             |        |
|               | Jean-Paul Alduy        | UMP - Union de la droite | 14 372       | 38,88 %      | 19 072      | 45,48 %     | 41     |
|               | Louis Aliot            | FN                       | 4 543        | 12,29 %      | 4 368       | 10,42 %     | 2      |

Note : Les résultats ont été promulgués par le préfet, mais l'élection a été annulée le 7 octobre 2008 par le tribunal administratif de Montpellier, 
décision confirmée par le Conseil d'État le 23 avril 2009 en raison d'une fraude présumée.
La liste conduite par Jean-Paul Alduy l’emporte à nouveau le 28 juin 2009, avec 53,5 % des voix.
Maire élu : Jean-Paul Alduy - UMP - Union de la droite

### Reims
- Maire sortant : Jean-Louis Schneiter (DVD), depuis 1999. Il ne se représente pas.
- Maire élue : Adeline Hazan

Candidats :
- Patrick Bourson (FN)
- Renaud Dutreil (UMP), député.
- Adeline Hazan (PS), soutenue par le PCF et les Verts, députée européenne, chef de file de l'opposition municipale.
- Jean-Claude Laurent (UMP diss.), ancien adjoint au maire de Jean Falala[164]
- Thomas Rose (LO)
- Patrice Perret, liste d'alternative (EXG)
- Catherine Vautrin (UMP diss.), députée, qui a reçu le soutien de la liste de Jean-Louis Schneiter (divers droite), maire sortant[165] et de Jean-Marie Beaupuy initialement candidat avec l'étiquette MoDem. En cas de victoire du ticket Vautrin-Beaupuy, Catherine Vautrin aurait brigué le poste de maire et Jean-Marie Beaupuy la présidence de la communauté d'agglomération.

| Tête de liste | Tête de liste       | Liste                                          | Premier tour | Premier tour | Second tour | Second tour | Sièges |
| Tête de liste | Tête de liste       | Liste                                          | Voix         | %            | Voix        | %           | Nombre |
| ------------- | ------------------- | ---------------------------------------------- | ------------ | ------------ | ----------- | ----------- | ------ |
|               | Thomas Rose         | LO                                             | 698          | 1,30 %       |             |             |        |
|               | Patrice Perret      | Liste d'alternative (EXG)                      | 1 792        | 3,33 %       |             |             |        |
|               | Adeline Hazan       | Le nouveau Reims (PS - Union de la gauche)     | 22 665       | 42,06 %      | 30 721      | 56,07 %     | 46     |
|               | Catherine Vautrin   | Ensemble Reims (MoDem - DVD)                   | 13 573       | 25,19 %      | 24 072      | 43,93 %     | 13     |
|               | Renaud Dutreil      | Avec Renaud Dutreil (UMP - Union de la droite) | 12 394       | 23,00 %      | retrait ?   |             |        |
|               | Jean-Claude Laurent | Reims demain (DVD)                             | 434          | 0,81 %       |             |             |        |
|               | Patrick Bourson     | Reims fait front (FN)                          | 2 328        | 4,32 %       |             |             |        |

Maire élu : Adeline Hazan - Le nouveau Reims (PS - Union de la gauche)

### Rennes
- Maire sortant : Edmond Hervé (PS), depuis 1977 qui ne se représente pas.

Candidats :
- Karim Boudjema, candidat apparenté UMP[167], soutenu par le Nouveau Centre et La Gauche moderne
- Daniel Delaveau (PS), ancien maire de Saint-Jacques-de-la-Lande, choisi par les militants socialistes de Rennes avec 92,6 % des voix (seul candidat en lice)[168]
- Valérie Faucheux (LCR - Emgann), liste « Rennes à gauche ! »
- Nicolas Joly (FN), a retiré sa candidature en cours de campagne.
- Nicole Kiil-Nielsen (Les Verts), 3e adjointe au maire
- Raymond Madec (Lutte ouvrière), infirmier.
- Caroline Ollivro (MoDem), investie par François Bayrou à la suite d'une consultation auprès des adhérents MoDem de Rennes Métropole[169]
- Carine Weber (divers gauche), liste « Pour la défense de la démocratie communale et des droits ouvriers ».

| Tête de liste | Tête de liste       | Liste                                                   | Premier tour | Premier tour | Second tour | Second tour | Sièges |
| Tête de liste | Tête de liste       | Liste                                                   | Voix         | %            | Voix        | %           | Nombre |
| ------------- | ------------------- | ------------------------------------------------------- | ------------ | ------------ | ----------- | ----------- | ------ |
|               | Carine Weber        | Rupture avec l'Union européenne (PdT)                   | 661          | 1,01 %       |             |             |        |
|               | Raymond Madec       | Liste Lutte ouvrière                                    | 1 151        | 1,76 %       |             |             |        |
|               | Valérie Faucheux    | Rennes à gauche ! soutenue par la LCR                   | 3 263        | 4,99 %       |             |             |        |
|               | Nicole Kiil-Nielsen | Rennes verte et solidaire (Les Verts)                   | 5 841        | 8,93 %       |             |             |        |
|               | Daniel Delaveau     | Rennes, une ambition partagée (PS - PCF - PRG - UDB)    | 30 735       | 46,98 %      | 37 169      | 60,40 %     | 50     |
|               | Caroline Ollivro    | Rassemblement démocrate pour l'avenir de Rennes (MoDem) | 6 692        | 10,23 %      | 7 480       | 12,16 %     | 3      |
|               | Karim Boudjema      | Rennes, ville capitale (UMP, GM, NC et Parti radical)   | 17 084       | 26,11 %      | 16 885      | 27,44 %     | 8      |

Maire élu : Daniel Delaveau - Rennes, une ambition partagée (PS - PCF - PRG - UDB)

### Rouen
- Maire sortant : Pierre Albertini (divers droite) depuis 2001
- Nouvelle Maire : Valérie Fourneyron (PS- PCF - Verts - PRG - MRC) depuis mars 2008

| Tête de liste | Tête de liste      | Liste                                               | Premier tour | Premier tour | Sièges |
| Tête de liste | Tête de liste      | Liste                                               | Voix         | %            | Nombre |
| ------------- | ------------------ | --------------------------------------------------- | ------------ | ------------ | ------ |
|               | Gisèle Lapeyre     | Lutte ouvrière                                      | 638          | 1,91 %       |        |
|               | Catherine Saillard | LCR                                                 | 1 401        | 4,20 %       |        |
|               | Valérie Fourneyron | PS- PCF - Verts - PRG - MRC                         | 18 619       | 55,79 %      | 44     |
|               | Pierre Albertini   | divers droite, soutenu par le NC, l'UMP et le MoDem | 12 715       | 38,10 %      | 11     |

Maire élue : Valérie Fourneyron (PS- PCF - Verts - PRG - MRC)

### Saint-Denis (La Réunion)
- Maire sortant : René-Paul Victoria (UMP), député

Candidats:
- Gilbert Annette (PS)
- Alain Armand (L'Alliance, rassemblement autour du Parti communiste réunionnais), conseiller général, président du « Mouvement la Réunion Autrement »[171] (une des composantes de L'Alliance), premier adjoint socialiste au maire Michel Tamaya jusqu'en 1997.
- Michel Lagourgue (MoDem)[172], ex-bâtonnier du barreau de Saint-Denis
- Gino Ponin-Ballom (Rassemblement pour le respect de Saint-Denis), conseiller général, membre du conseil national de l’UMP depuis 2004, avec le soutien d’Ibrahim Dindar, conseiller général UMP
- Michel Tamaya (Rassemblement dionysien), ancien député-maire PS, avec le soutien de Priorité Socialiste Réunion (dissidents PS) et d'Albert Ramassamy, ancien sénateur PS de la Réunion[173],[174])
- René-Paul Victoria (UMP), député

| Tête de liste | Tête de liste                 | Liste                                                                                       | Premier tour | Premier tour | Second tour | Second tour | Sièges |
| Tête de liste | Tête de liste                 | Liste                                                                                       | Voix         | %            | Voix        | %           | Nombre |
| ------------- | ----------------------------- | ------------------------------------------------------------------------------------------- | ------------ | ------------ | ----------- | ----------- | ------ |
|               | Michel Tamaya                 | Rassemblement dyonisien (divers gauche, ex-PS)                                              | 3 654        | 7,91 %       |             |             |        |
|               | Gilbert Annette               | Saint-Denis pour tous (PS - PCR - PRG)                                                      | 15 785       | 34,17 %      | 27 693      | 53,83 %     | 43     |
|               | Michel Lagourgue              | Un nouveau souffle (MoDem)                                                                  | 3 117        | 6,75 %       |             |             |        |
|               | René-Paul Victoria            | Les Dyonisiens en toute confiance (UMP, GM et NC)                                           | 15 961       | 34,55 %      | 23 752      | 46,17 %     | 12     |
|               | Gino Ponin-Ballom             | Saint-Denis solidaire (divers droite, ex-UMP)                                               | 3 876        | 8,39 %       |             |             |        |
|               | Nadia Ramassamy               | Avenir meilleur pour la population de la Réunion dans la France et l'Europe (divers droite) | 3 352        | 7,26 %       |             |             |        |
|               | Marie-Paule Flore ép. Abriska | Liste Abriska Marie-Paule (divers droite)                                                   | 451          | 0,98 %       |             |             |        |

Maire élue : Gilbert Annette, - Saint-Denis pour tous (Fus. PS - PCR - PRG - Dissidents UMP)

### Saint-Denis (Seine-Saint-Denis)
- Maire sortant : Didier Paillard (PCF), depuis 2004

Principaux candidats
- Claire O'Petit (« Mouvement Démocrate » MoDem)
- Didier Paillard (« liste de rassemblement » PCF).
- Catherine Billard (« Saint-Denis 100 % à Gauche », LCR).
- Xavier Ducos-Fonfrede (« Ensemble pour Saint-Denis » UMP)
- Georges Sali (« Liste du Parti Socialiste » PS).
- Sophie Durand (« Saint-Denis Citoyen », Divers droite)[176],[177].

| Tête de liste | Tête de liste         | Liste                            | Premier tour | Premier tour | Second tour | Second tour | Sièges |
| Tête de liste | Tête de liste         | Liste                            | Voix         | %            | Voix        | %           | Nombre |
| ------------- | --------------------- | -------------------------------- | ------------ | ------------ | ----------- | ----------- | ------ |
|               | Catherine Billard     | Saint-Denis 100 % à Gauche (LCR) | 1 047        | 6,51 %       |             |             |        |
|               | Didier Paillard       | Liste de Rassemblement (PCF)     | 6 757        | 42,02 %      | 7 876       | 51,12 %     | 40     |
|               | Georges Sali          | Liste du Parti Socialiste (PS)   | 3 630        | 22,57 %      | 4 713       | 30,61 %     | 8      |
|               | Claire O'Petit        | Mouvement Démocrate (MoDem)      | 1 200        | 7,46 %       |             |             |        |
|               | Sophie Durand         | Saint-Denis Citoyen (DVD)        | 1 284        | 7,98 %       |             |             |        |
|               | Xavier Ducos-Fonfrede | UMP - Union de la droite         | 2 163        | 13,45 %      | 2 814       | 18,27 %     | 5      |

Maire élu : Didier Paillard - Liste de Rassemblement (PCF)

### Saint-Étienne
- Maire sortant : Michel Thiollière (UMP), depuis 1994, sénateur.

| Tête de liste | Tête de liste          | Liste                                           | Premier tour | Premier tour | Second tour | Second tour | Sièges |
| Tête de liste | Tête de liste          | Liste                                           | Voix         | %            | Voix        | %           | Nombre |
| ------------- | ---------------------- | ----------------------------------------------- | ------------ | ------------ | ----------- | ----------- | ------ |
|               | Dominique Bazet-Simoni | LCR - Gauche alternative 2007 - Les Alternatifs | 1 739        | 3,15 %       |             |             |        |
|               | Olivier Longeon        | Les Verts                                       | 2 371        | 4,30 %       |             |             |        |
|               | Maurice Vincent        | PS - PCF - PRG - MRC                            | 18 571       | 33,68 %      | 27 318      | 46,11 %     | 44     |
|               | Nadim Ghodbane         | Divers gauche                                   | 429          | 0,78 %       |             |             |        |
|               | Gilles Artigues        | MoDem                                           | 11 154       | 20,23 %      | 7 268       | 12,27 %     | 3      |
|               | Michel Thiollière      | UMP                                             | 20 878       | 37,86 %      | 24 662      | 41,63 %     | 12     |

Maire élu : Maurice Vincent (PS - PCF - PRG - MRC)

### Saint-Quentin
- Maire sortant : Pierre André (UMP), depuis 1995, sénateur.

| Tête de liste  | Tête de liste      | Liste                                                 | 1er tour | 1er tour | 1er tour | Sièges |
| Tête de liste  | Tête de liste      | Liste                                                 | Voix     | %        | +/-      | Sièges |
| -------------- | ------------------ | ----------------------------------------------------- | -------- | -------- | -------- | ------ |
|                | Pierre André       | Faisons gagner Saint-Quentin (UMP)                    | 11 836   | 60,80    | 10,1     | 36     |
|                | Jean-Pierre Lançon | Unité de toute la gauche (PS – PCF - Les Verts - MDC) | 7 631    | 39,20    | 14,7     | 9      |
|                |                    |                                                       |          |          |          |        |
| Exprimés       | Exprimés           | Exprimés                                              | 19 467   | 94,81    |          |        |
| Blancs et nuls | Blancs et nuls     | Blancs et nuls                                        | 1 065    | 5,19     |          |        |
| Total          | Total              | Total                                                 | 20 532   | 58,10    |          |        |
| Abstention     | Abstention         | Abstention                                            | 14 808   | 41,90    |          |        |
| Inscrits       | Inscrits           | Inscrits                                              | 35 340   | 100,00   |          |        |

Maire élu : Pierre André (UMP), depuis 1995, sénateur.

### Strasbourg
- Maire sortant : Fabienne Keller (UMP)

| Tête de liste                          | Tête de liste                          | Liste                                                                                 | Premier tour                           | Premier tour                           | Second tour                            | Second tour                            | Sièges                                 | Sièges |
| Tête de liste                          | Tête de liste                          | Liste                                                                                 | Voix                                   | %                                      | Voix                                   | %                                      | Nombre                                 | Groupe |
| -------------------------------------- | -------------------------------------- | ------------------------------------------------------------------------------------- | -------------------------------------- | -------------------------------------- | -------------------------------------- | -------------------------------------- | -------------------------------------- | ------ |
|                                        | Pascal Fischer                         | Liste unité pour la défense de nos droits, pour le respect du vote non du 29 mai (PT) | 290                                    | 0,39 %                                 |                                        |                                        |                                        |        |
|                                        | Roland Robert                          | Liste Lutte ouvrière (LO)                                                             | 504                                    | 0,68 %                                 |                                        |                                        |                                        |        |
|                                        | Marcel Wolff                           | Liste Strasbourg 100 % à gauche (LCR)                                                 | 1 394                                  | 1,87 %                                 |                                        |                                        |                                        |        |
|                                        | Roland Ries                            | Liste Une ville pour tous, une ville pour chacun (PS)                                 | 32 753                                 | 43,90 %                                | 44 935                                 | 58,33 %                                | 52                                     | 45     |
|                                        | Alain Jund                             | Liste Strasbourg, ville verte, ouverte et solidaire (Les Verts)                       | 4 752                                  | 6,37 %                                 |                                        |                                        |                                        | 5      |
|                                        | Jamal Boussif                          | Liste Rendons notre Ville plus dynamique, attractive, généreuse... (USD)              | 540                                    | 0,72 %                                 |                                        |                                        |                                        |        |
|                                        | Mohamed Latrèche                       | Liste PMF : le vrai changement (PMF)                                                  | 1 047                                  | 1,40 %                                 |                                        |                                        |                                        |        |
|                                        | Chantal Cutajar                        | Liste Génération mieux vivre (MoDem)                                                  | 4 280                                  | 5,74 %                                 |                                        |                                        |                                        |        |
|                                        | Fabienne Keller                        | Liste Union pour Strasbourg (Union Pour Strasbourg (UPS) - UMP)                       | 25 314                                 | 32,93 %                                | 32 097                                 | 41,77 %                                | 13                                     | 7      |
|                                        | Robert Spieler                         | Liste Strasbourg d'abord (ADA)                                                        | 1 616                                  | 2,17 %                                 |                                        |                                        |                                        |        |
|                                        | Christian Cotelle                      | Liste Strasbourg vérité (FN)                                                          | 2121                                   | 3,84 %                                 |                                        |                                        |                                        |        |
| Groupe dissident PS et Les Verts       | Groupe dissident PS et Les Verts       | Groupe dissident PS et Les Verts                                                      | Groupe dissident PS et Les Verts       | Groupe dissident PS et Les Verts       | Groupe dissident PS et Les Verts       | Groupe dissident PS et Les Verts       | Groupe dissident PS et Les Verts       | 2      |
| Groupe dissident Union pour Strasbourg | Groupe dissident Union pour Strasbourg | Groupe dissident Union pour Strasbourg                                                | Groupe dissident Union pour Strasbourg | Groupe dissident Union pour Strasbourg | Groupe dissident Union pour Strasbourg | Groupe dissident Union pour Strasbourg | Groupe dissident Union pour Strasbourg | 6      |

Maire élu : Roland Ries - Liste Une ville pour tous, une ville pour chacun (PS)

### Toulon
- Maire sortant : Hubert Falco (UMP), depuis 2001

Candidats :
- Robert Alfonsi (PS)[181], conseiller municipal depuis 1995, vice-président de la région Provence-Alpes-Côte d'Azur
- Jean-Louis Bouguereau[182] (FN), conseiller régional
- Philippe Chesneau (Les Verts), vice-président de la région Provence-Alpes-Côte d'Azur
- Hubert Falco (UMP), maire sortant, président de la Communauté d'agglomération Toulon Provence Méditerranée, sénateur du Var
- Bruno Ravaz (MoDem)[181], conseiller régional depuis 2004 (UDF), président de l'Université de Toulon et du Var depuis 2002
- André De Ubeda (PCF-LO-PT)
- Fahima Laidoudi (LCR)

| Tête de liste | Tête de liste         | Liste     | Premier tour | Premier tour | Sièges |
| Tête de liste | Tête de liste         | Liste     | Voix         | %            | Nombre |
| ------------- | --------------------- | --------- | ------------ | ------------ | ------ |
|               | Fahima Laïdouni       | LCR       | 804          | 1,40 %       |        |
|               | André de Ubeda        | PCF       | 2 477        | 4,30 %       |        |
|               | Philippe Chesneau     | Les Verts | 1 398        | 2,43 %       |        |
|               | Robert Alfonsi        | PS        | 8 125        | 14,10 %      | 4      |
|               | Bruno Ravaz           | MoDem     | 2 513        | 4,36 %       |        |
|               | Hubert Falco          | UMP       | 37 557       | 65,20 %      | 53     |
|               | Jean-Louis Bouguereau | FN        | 3 774        | 6,55 %       | 2      |

Maire élu : Hubert Falco - UMP

### Toulouse
- Maire sortant : Jean-Luc Moudenc (UMP[183]), depuis 2004

Résultats du premier tour :
| Tête de liste | Tête de liste     | Liste                                                          | Premier tour | Premier tour | Second tour | Second tour | Sièges |
| Tête de liste | Tête de liste     | Liste                                                          | Voix         | %            | Voix        | %           | Nombre |
| ------------- | ----------------- | -------------------------------------------------------------- | ------------ | ------------ | ----------- | ----------- | ------ |
|               | Myriam Martin     | Debout! (LCR - Motivé-e-s - CUAL - Les Alternatifs)            | 6 817        | 5,07 %       |             |             |        |
|               | Sandra Torremocha | Lutte ouvrière (LO)                                            | 1 112        | 0,83 %       |             |             |        |
|               | Thierry Dupin     | Pour la renationalisation d'Airbus (PT)                        | 446          | 0,33 %       |             |             |        |
|               | François Simon    | L'autre liste (AMP - POc)                                      | 7 293        | 5,42 %       |             |             |        |
|               | Pierre Cohen      | Toulouse à gauche tu gagnes (PS - PCF - Les Verts - PRG - MRC) | 52 455       | 39,00 %      | 73 414      | 50,42 %     | 52     |
|               | Jean-Luc Forget   | Toulouse autrement (MoDem)                                     | 7 936        | 5,90 %       |             |             |        |
|               | André Gallego     | 100 % pour Toulouse (MoDem diss.)                              | 1 155        | 0,86 %       |             |             |        |
|               | Jean-Luc Moudenc  | Toulouse pour tous (UMP - NC - MPF - CPNT)                     | 57 303       | 42,60 %      | 72 205      | 49,58 %     | 17     |

Maire élu : Pierre Cohen - Toulouse à gauche tu gagnes (PS - PCF - Les Verts - PRG - MRC)

### Tours
- Maire sortant : Jean Germain (PS), depuis 1995

Candidats :
- Étienne Cherblanc (LO)
- Renaud Donnedieu de Vabres[187] (UMP - NC - PR - FRS), liste « Tours pour nous tous »
- Jean Germain (PS - MoDem[188] - PCF - PRG - MRC), liste « Tours, une ville et bien plus encore », maire sortant
- Yves Héricier (PT), « Liste d'unité pour le maintien de l'hôpital Clocheville, pour la défense des services publics, de la laïcité et de la démocratie municipale »
- François Lafourcade[189] (Les Verts), liste « Tours, ma ville en vert », conseiller municipal de la majorité sortante
- Guillaume Lapaque (MoDem), liste « Vivons mieux ensemble »
- Guillaume Peltier[190] (MPF), liste « Choisir l'avenir »
- Fanny Puel[191] (LCR - Les Alternatifs - CARP 37), liste « 100 % à gauche Tours 2008 »

| Tête de liste | Tête de liste              | Liste                                                           | Premier tour | Premier tour | Second tour | Second tour | Sièges |
| Tête de liste | Tête de liste              | Liste                                                           | Voix         | %            | Voix        | %           | Nombre |
| ------------- | -------------------------- | --------------------------------------------------------------- | ------------ | ------------ | ----------- | ----------- | ------ |
|               | Fanny Puel                 | LCR - Les Alternatifs - CARP 37                                 | 2 201        | 5,09 %       |             |             |        |
|               | Étienne Cherblanc          | Liste Lutte ouvrière (LO)                                       | 497          | 1,15 %       |             |             |        |
|               | Yves Héricier              | Liste d'unité pour le maintien de l'hôpital Clocheville... (PT) | 520          | 1,20 %       |             |             |        |
|               | François Lafourcade        | Liste Tours, ma ville en vert (Les Verts)                       | 2 356        | 5,45 %       |             |             |        |
|               | Jean Germain               | Liste Une ville pour tous, une ville pour chacun (PS)           | 20 205       | 46,74 %      | 25 356      | 62,06 %     | 45     |
|               | Guillaume Lapaque          | Liste Vivons mieux ensemble (MoDem)                             | 1 809        | 4,18 %       |             |             |        |
|               | Renaud Donnedieu de Vabres | Liste Tours pour nous tous (UMP)                                | 11 996       | 27,75 %      | 15 503      | 37,94 %     | 10     |
|               | Guillaume Peltier          | Liste Choisir l'avenir (MPF)                                    | 3 649        | 8,44 %       |             |             |        |

Maire élu : Jean Germain - Liste Une ville pour tous, une ville pour chacun (PS)

### Villeurbanne
- Maire sortant : Jean-Paul Bret (PS)

Candidats :
- Jean-Paul Bret (PS) : liste PS-Verts
- Henry Chabert (UMP)
- Richard Morales (MoDem)[192]
- Stéphane Poncet (FN)
- Philippe Bruneau (LO)
- Gilles Lemée (LCR-Alternatifs-PAG69)
- Yves Janin : Pour un Parti Ouvrier Indépendant (Parti des travailleurs)[193]

Premier tour :
| Tête de liste | Tête de liste    | Liste                  | Premier tour | Premier tour | Second tour | Second tour | Sièges |
| Tête de liste | Tête de liste    | Liste                  | Voix         | %            | Voix        | %           | Nombre |
| ------------- | ---------------- | ---------------------- | ------------ | ------------ | ----------- | ----------- | ------ |
|               | Yves Janin       | Parti des travailleurs | 244          | 0,66 %       |             |             |        |
|               | Philippe Bruneau | Lutte ouvrière         | 690          | 1,87 %       |             |             |        |
|               | Gilles Lemée     | LCR                    | 2 150        | 5,83 %       |             |             |        |
|               | Jean-Paul Bret   | PS-Verts               | 17 154       | 46,53 %      | 19 528      | 56,51 %     | 44     |
|               | Richard Morales  | MoDem                  | 5 374        | 14,58 %      | 5 516       | 15,96 %     | 4      |
|               | Henry Chabert    | UMP                    | 8 793        | 23,82 %      | 9 511       | 27,52 %     | 7      |
|               | Stéphane Poncet  | Front national         | 2 474        | 6,71 %       |             |             |        |

Maire élu : Jean-Paul Bret - PS-Verts

## Cas particuliers notables
Trois villes de taille moindre ont fortement alimenté les débats en raison, pour la première de la présence d'une liste du Front national ayant des chances de victoire et sur laquelle figurait Marine Le Pen, pour la seconde de la personnalité de son ancien maire actuel président de la République dont la succession a été émaillée de nombreuses péripéties, et pour la troisième de la présence du président du MoDem et ancien candidat à l'élection présidentielle François Bayrou.

### Hénin-Beaumont
Cette ville du Pas-de-Calais d'environ 26 000 habitants faisait partie des priorités du Front national. Marine Le Pen y avait en effet obtenu 44 % des suffrages exprimés lors du second tour des élections législatives de 2007. Elle se trouve cette fois-ci en seconde position sur la liste FN menée par Steeve Briois. 
- Maire sortant : Gérard Dalongeville (PS).

| Tête de liste | Tête de liste       | Liste                                          | Premier tour | Premier tour | Second tour | Second tour | Sièges |
| Tête de liste | Tête de liste       | Liste                                          | Voix         | %            | Voix        | %           | Nombre |
| ------------- | ------------------- | ---------------------------------------------- | ------------ | ------------ | ----------- | ----------- | ------ |
|               | Frédéric Fraccola   | 100 % à gauche (LCR)                           | 544          | 4,25 %       |             |             |        |
|               | Gérard Dalongeville | Une ville pour tous (PS - Union de la gauche)  | 5 514        | 43,09 %      | 6 541       | 51,94 %     | 27     |
|               | Daniel Duquenne     | Hénin-Beaumont au cœur (DVG)                   | 2 385        | 18,64 %      | 2 422       | 19,23 %     | 3      |
|               | Bernard Lepidi      | Ensemble pour Hénin (UMP - Union de la droite) | 702          | 5,49 %       |             |             |        |
|               | Steeve Briois       | Pour vous (FN)                                 | 3 650        | 28,53 %      | 3 630       | 28,83 %     | 5      |

- Maire élu : Gérard Dalongeville (PS - Union de la gauche).

Bien que nettement battu au second tour, le FN obtient un résultat important, sans commune mesure avec ceux obtenus dans les autres villes du pays.
Le 27 avril 2009, Gérard Dalongeville est suspendu de ses fonctions de maire par un arrêté du ministère de l'Intérieur puis finalement révoqué par un décret du président Nicolas Sarkozy. Avec plusieurs autres personnes, il est poursuivi pour détournement de fonds publics. Des élections municipales partielles sont organisées les 28 juin et 5 juillet 2009. Le FN, toujours mené par Steeve Briois et Marine Le Pen, arrive en tête au premier tour avec près de 40 % des suffrages exprimés. La liste d'union de la gauche conduite par le socialiste Pierre Ferrari n'obtient que 17 %, derrière la liste du Divers gauche Daniel Duquenne (20,2 %). Ce dernier, après le désistement de Pierre Ferrari, obtient au second tour 52,4 % des suffrages exprimés, contre 47,6 % pour la liste FN.

### Neuilly-sur-Seine

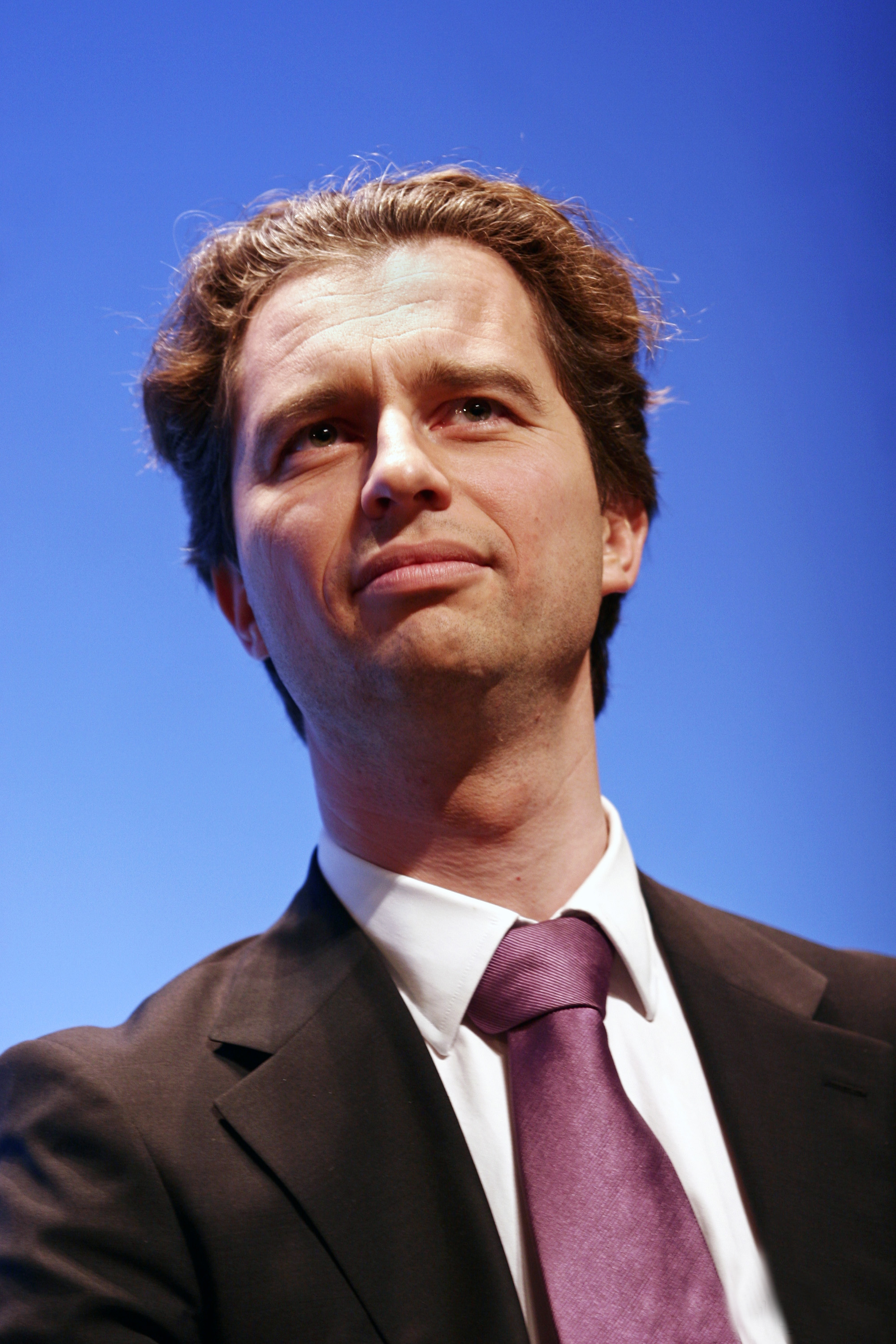
Le forfait de David Martinon, annonciateur des difficultés de l'UMP.

- Maire sortant : Louis-Charles Bary (UMP) ayant succédé en cours de mandature (en mai 2002) à Nicolas Sarkozy, démissionnaire à la suite de sa nomination comme ministre de l'Intérieur. Ne se représente pas.

| Tête de liste | Tête de liste             | Liste                                     | Premier tour | Premier tour | Second tour | Second tour | Sièges |
| Tête de liste | Tête de liste             | Liste                                     | Voix         | %            | Voix        | %           | Nombre |
| ------------- | ------------------------- | ----------------------------------------- | ------------ | ------------ | ----------- | ----------- | ------ |
|               | Lucienne Buton            | Neuilly citoyens (PS - Verts - PRG - MRC) | 1 699        | 7,94 %       |             |             |        |
|               | Alexandre Armand          | Neuilly démocrate (MoDem)                 | 987          | 4,61 %       |             |             |        |
|               | Bernard Lepidi            | Majorité présidentielle (DVD)             | 1 064        | 4,97 %       |             |             |        |
|               | Jean-Christophe Fromantin | Neuilly, ma vie, ma ville (DVD - UMP)     | 10 249       | 47,89 %      | 11 935      | 61,67 %     | 37     |
|               | Arnaud Teullé             | Fidèle à Neuilly (UMP diss..)             | 6 875        | 32,12 %      | 7 335       | 38,33 %     | 8      |
|               | Dominique Zind            | La vraie droite pour Neuilly (FN - PP)    | 529          | 2,47 %       |             |             |        |

Maire élu : Jean-Christophe Fromantin - Neuilly, ma vie, ma ville (DVD - UMP)
Dans cette ville de 60 000 habitants en banlieue parisienne, dont Nicolas Sarkozy fut élu maire en 1983, le porte-parole de l'Élysée David Martinon fut dans un premier temps désigné pour conduire la liste UMP. Mais des difficultés d'implantation et un sondage négatif l'ont obligé à se retirer notamment sous la pression de Jean Sarkozy, fils du président. L'UMP a décidé de soutenir la liste du divers droite Jean-Christophe Fromantin, mais le maire-adjoint UMP Arnaud Teullé, qui faisait partie de la liste officielle du parti présidentiel, a refusé ce ralliement et a constitué une liste dissidente de la nouvelle soutenue officiellement par l'UMP.
Jean-Christophe Fromantin devient maire de Neuilly au second tour, tandis que Jean Sarkozy ne figurait sur aucune liste et devient conseiller général.

### Pau

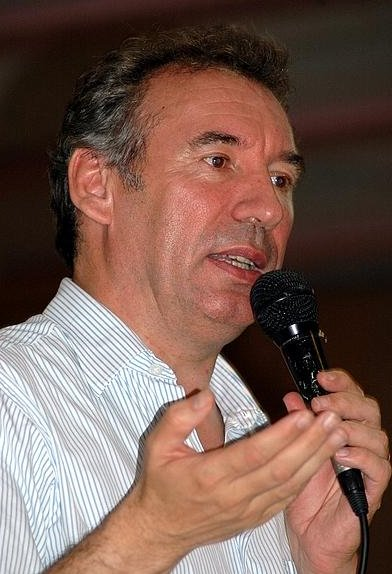
La défaite de François Bayrou à Pau, symbole des revers du MoDem.

Cette ville fait parler d'elle essentiellement en raison de la candidature du chef du MoDem François Bayrou dans une élection qui constitue un test pour son parti en vue des échéances de 2012. Face à lui, l'UMP a pris la décision de soutenir Yves Urieta, le maire sortant ex-socialiste qui a succédé en 2006 à André Labarrère décédé d'un cancer après 35 années de mandats. Le Président Sarkozy s'est déplacé à Pau pour soutenir Urieta, ce qui a provoqué des critiques de la part de François Bayrou. Le PS a désigné Martine Lignières-Cassou pour porter les couleurs de la gauche.
Les sondages successifs laissent entendre soit une victoire serrée pour François Bayrou, soit une défaite au profit du PS.
Les électeurs choisiront la candidate du PS Martine Lignières-Cassou devant François Bayrou, qui distancent largement le maire sortant Yves Urieta.
| Tête de liste | Tête de liste            | Liste                                 | Premier tour | Premier tour | Second tour | Second tour | Sièges |
| Tête de liste | Tête de liste            | Liste                                 | Voix         | %            | Voix        | %           | Nombre |
| ------------- | ------------------------ | ------------------------------------- | ------------ | ------------ | ----------- | ----------- | ------ |
|               | Eric Schatz              | Vraiment à gauche ! (LCR)             | 1 956        | 5,72 %       |             |             |        |
|               | Martine Lignières-Cassou | Cap et cœur (PS - Union de la gauche) | 11 581       | 33,87 %      | 14 316      | 39,76 %     | 35     |
|               | François Bayrou          | Pau confiance avec (MoDem)            | 11 149       | 32,61 %      | 13 974      | 38,81 %     | 9      |
|               | Yves Urieta              | Pau avant tout (DVG - UMP)            | 9 505        | 27,80 %      | 7 731       | 21,42 %     | 5      |

Maire élue : Martine Lignières-Cassou - Cap et cœur (PS - Union de la gauche)